# Museo de Orsay
El Museo de Orsay (en francés: Musée d'Orsay) es una pinacoteca ubicada en París (Francia) dedicada a las artes plásticas del siglo XIX y, más en concreto, del periodo 1848-1914. Ocupa el antiguo edificio de la estación ferroviaria de Orsay y alberga la mayor colección de obras impresionistas del mundo, con obras maestras de la pintura y de la escultura como Almuerzo sobre la hierba y Olympia de Édouard Manet, una prueba de la estatua La pequeña bailarina de catorce años de Degas, Baile en el Moulin de la Galette de Renoir, varias obras esenciales de Courbet (El origen del mundo, Entierro en Ornans, El taller del pintor) e incluso cinco cuadros de la Serie des Catedrales de Rouen de Monet. Cronológicamente, este museo cubre la historia del arte entre los maestros antiguos (que están en el Museo del Louvre) y el arte moderno y contemporáneo (en el Centro Georges Pompidou).

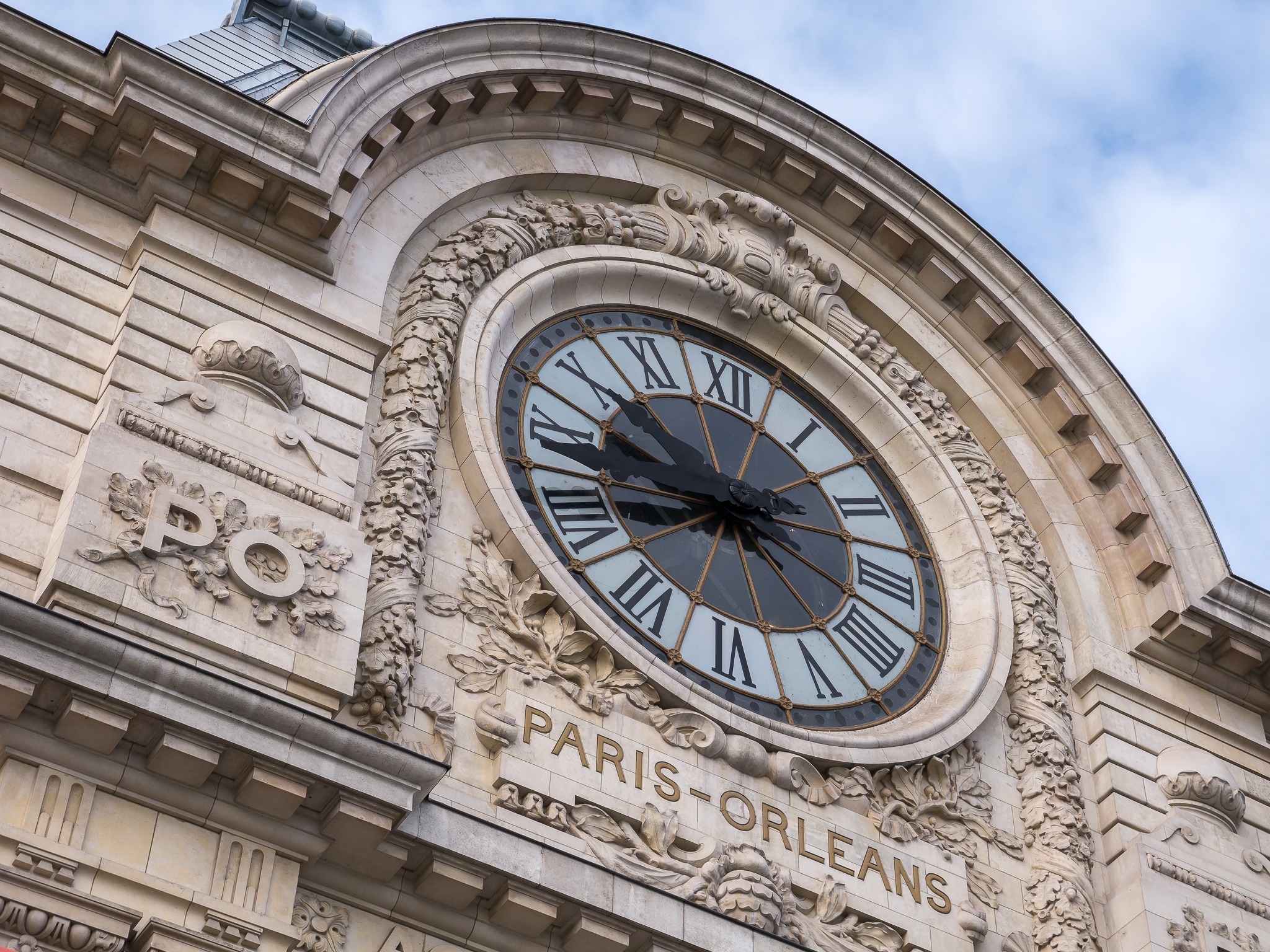
Uno de los dos enormes relojes que adornan la fachada.

## Historia
En el espacio que hoy ocupa el Museo de Orsay se encontraba el palacio y jardín de Margarita de Valois. 
El edificio del actual museo se creó entre finales del siglo XIX y principios del XX como estación ferroviaria para la Exposición Universal de París (1900). En el terreno había existido otro edificio, empleado como sede del Consejo de Estado y luego de la Corte de Cuentas, organismo que supervisaba la gestión económica del país. Este edificio quedó destruido en un incendio en 1871, durante los sucesos de la Comuna de París. 
El nuevo conjunto fue diseñado por el arquitecto Victor Laloux y se inauguró para las fechas del inicio del certamen. Constaba de un hotel y de la estación propiamente dicha (que permaneció 39 años en activo). 
Tras ser empleado con diversos usos hasta la década de 1970, el edificio sería destinado a museo gracias a una resolución del Estado francés. En 1973, la Dirección de Museos de Francia concibió el proyecto de establecer un museo en la estación de ferrocarril de Orsay, que amenazaba ruina y en la que se hablaba de construir un hotel, que se inscribió en el Inventario suplementario de Monumentos Históricos el 8 de marzo de 1973. La decisión oficial de construir el museo llegó con el consejo de ministros del 20 de octubre de 1977.
Al ser un edificio con estructura de hierro, ello favorecía en parte la adaptación a los planteamientos museísticos de la actualidad. Se vació toda la estructura de la gran nave central para arbitrar una secuencia expositiva de un periodo artístico que posibilitase un recorrido lineal, mientras que se emplearon espacios anexos para albergar otros servicios.
Las obras de acondicionamiento de la estación a museo se llevaron a cabo entre los años de 1981 y 1986, haciéndose cargo de la remodelación exterior el estudio ACT-Architecture y de la adaptación interior un equipo a cargo de la arquitecta Gae Aulenti. La inauguración oficial se produjo el 1 de diciembre de 1986, por el presidente de la República, François Mitterrand. Abrió al público el día 9 del mismo mes.
Las tres plantas en que se divide el edificio albergan una excepcional colección de arte del siglos XIX y principios del XX, procedente de diversas instituciones museísticas, ordenada de forma cronológica, y que cuenta con obras impagables de grandes autores de la Historia del arte como Delacroix, Degas, Millet, Manet, Monet, Renoir, Pisarro, Fantin-Latour, Cézanne, Van Gogh, Gauguin, Seurat o Derain, entre muchos otros ejemplos de pintura y escultura. 
Este museo ilustra también otra vertiente más conservadora del arte, desde el gusto académico en la estela de Ingres hasta el simbolismo de Puvis de Chavannes; pero son estilos artísticos menos populares actualmente, que quedan eclipsados por la colosal colección de impresionistas. Hay también un amplio repertorio de proyectos arquitectónicos, objetos decorativos, dibujos y fotografías.
En 2009 se emprendió una remodelación del museo, que planteó dar diferentes colores a las paredes de las salas y reorganizar muchas de ellas. Aprovechando la ocasión, y para recaudar fondos, el museo prestó importantes grupos de obras para su exhibición fuera de Francia.
En octubre de 2016 se anunció la donación al museo de la colección privada de Spencer y Marlene Hays: más de 600 obras del periodo 1850-1950, de las que 187 se han entregado ya formalmente, y las restantes ingresarán tras el fallecimiento de los propietarios. Considerada la donación de procedencia extranjera más importante que reciben los museos franceses desde la Segunda Guerra Mundial, es rica en pintores nabis (Pierre Bonnard, Edouard Vuillard, Maurice Denis) e incluye también ejemplos de Camille Corot, Edgar Degas, Odilon Redon, Modigliani, Gustave Caillebotte y Aristide Maillol .

## Colección

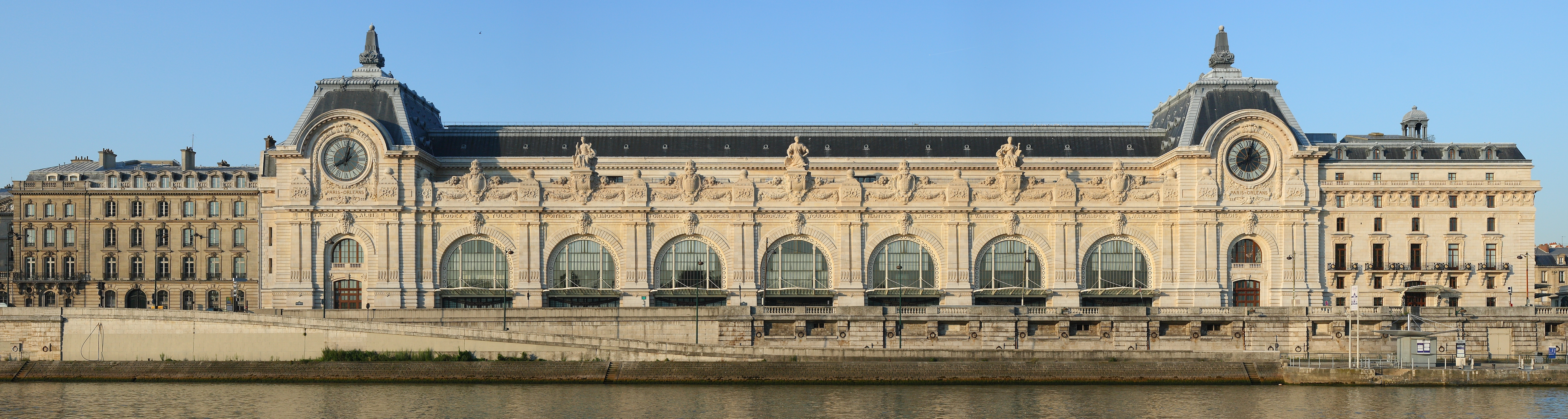
Fachada del Museo de Orsay hacia el Sena.

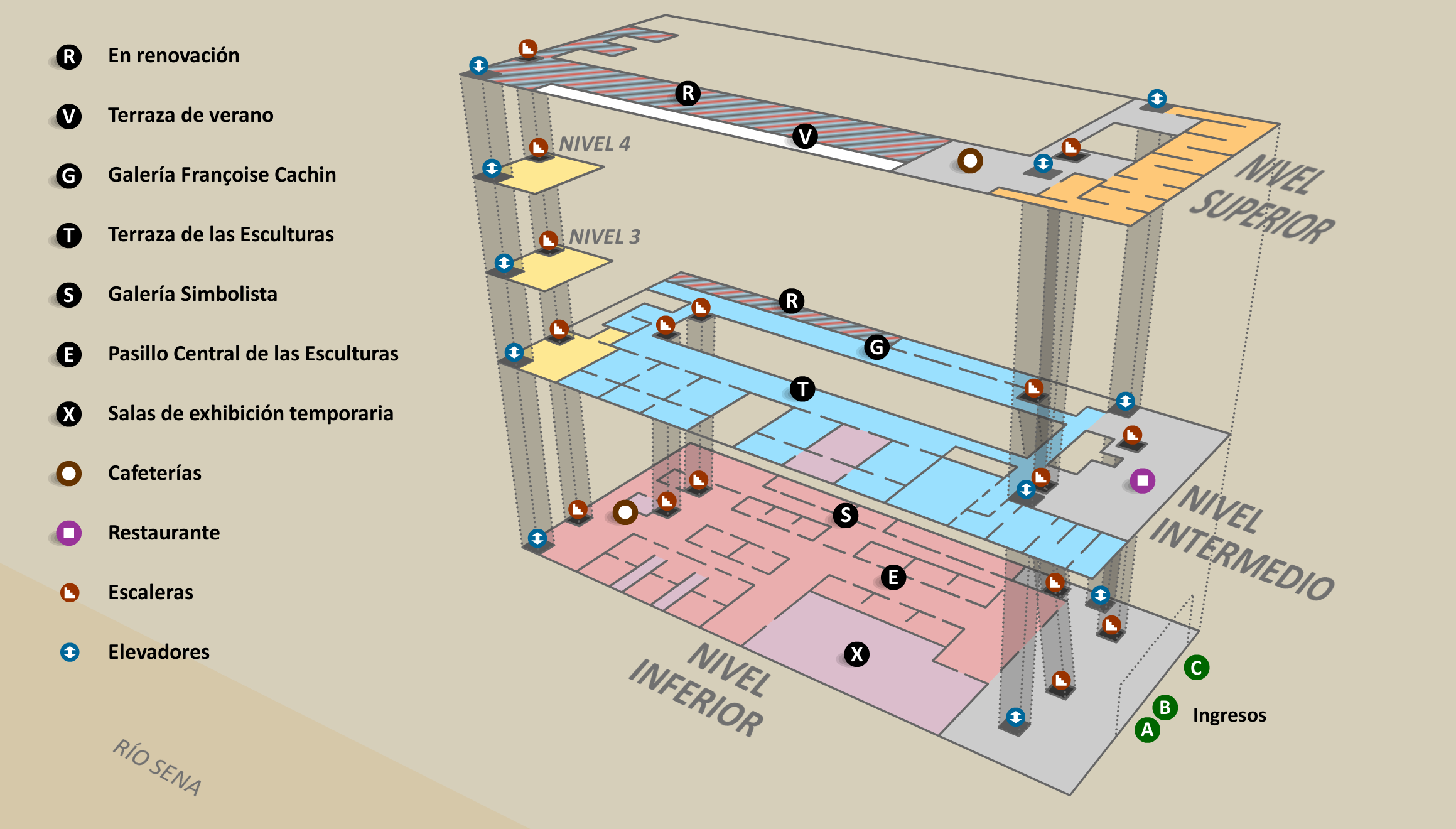
Plano del museo

Cronológicamente es una continuación de las colecciones del Museo del Louvre, al abarcar un periodo relativamente corto de los siglos XIX y XX delimitado por dos destacados hechos históricos: la Revolución de 1848 y el estallido de la I Guerra Mundial en 1914. Alberga pintura realista, impresionista y postimpresionista, así como de otras corrientes más tradicionales como el romanticismo y simbolismo. Todo ello, junto a escultura, artes decorativas, fotografía, cine y arquitectura. Muchas de estas obras pertenecieron en origen al Museo del Louvre, hasta que un reordenamiento de las colecciones estatales marcó el año 1848 como línea divisoria entre ambos museos.

### Pintura

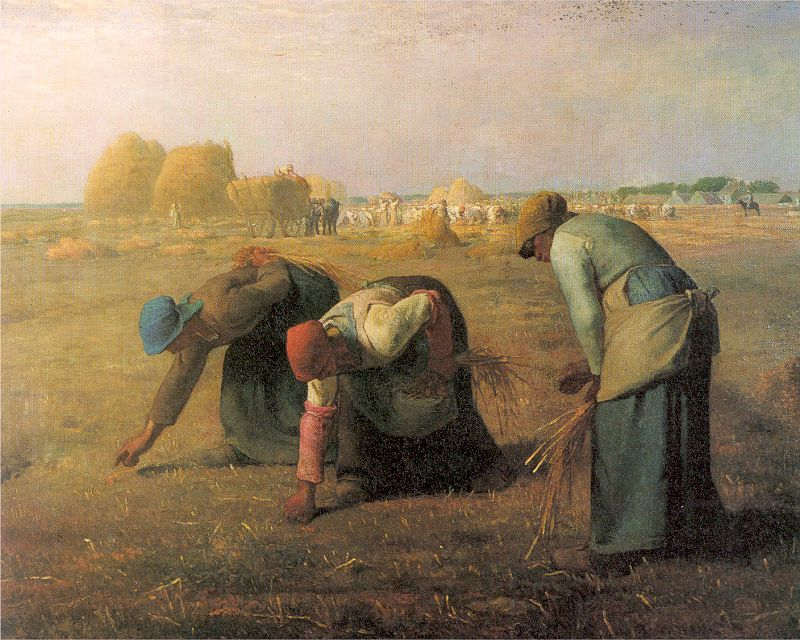
Jean-François Millet, Las espigadoras, (1857).

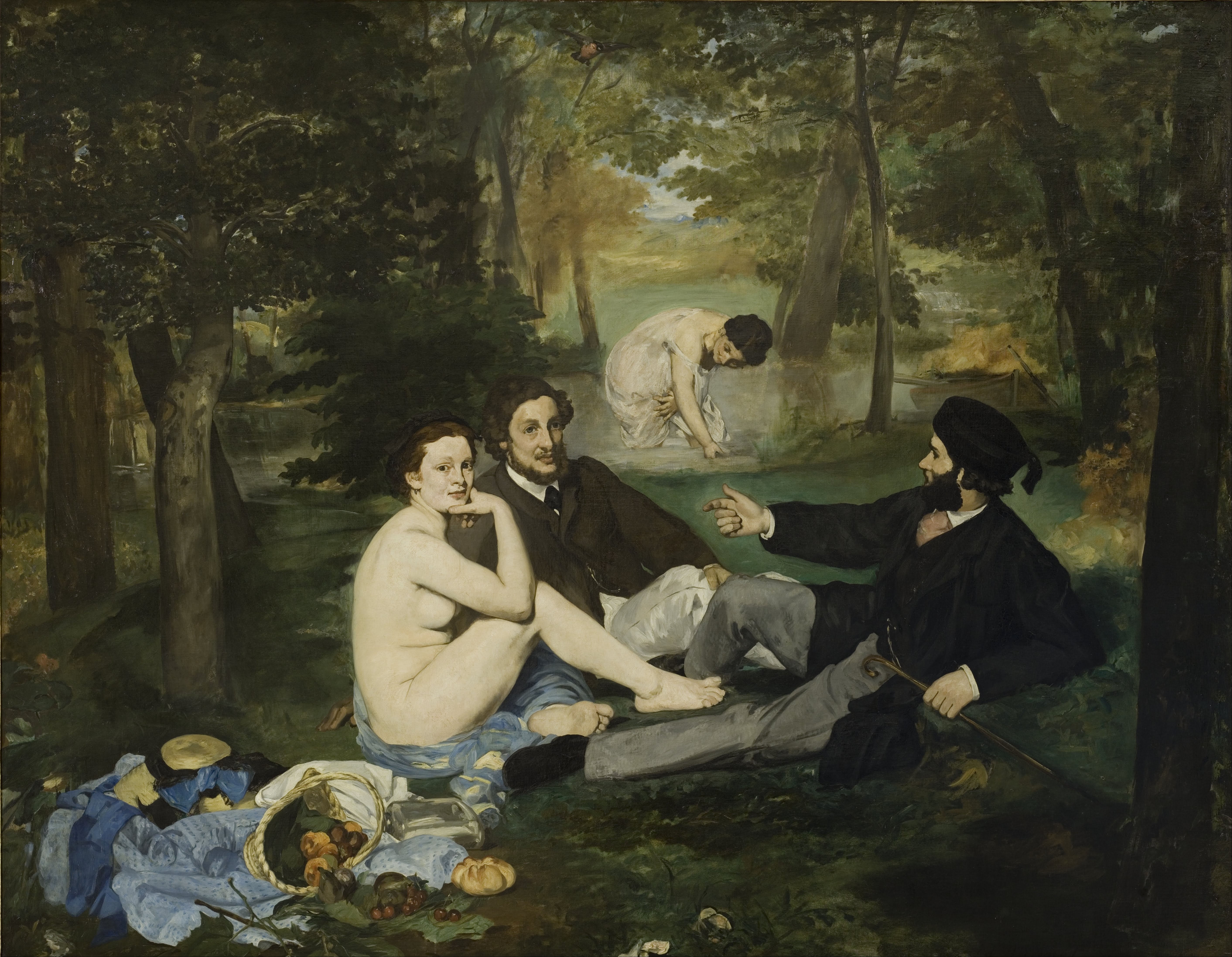
Manet, Almuerzo sobre la hierba (1863).

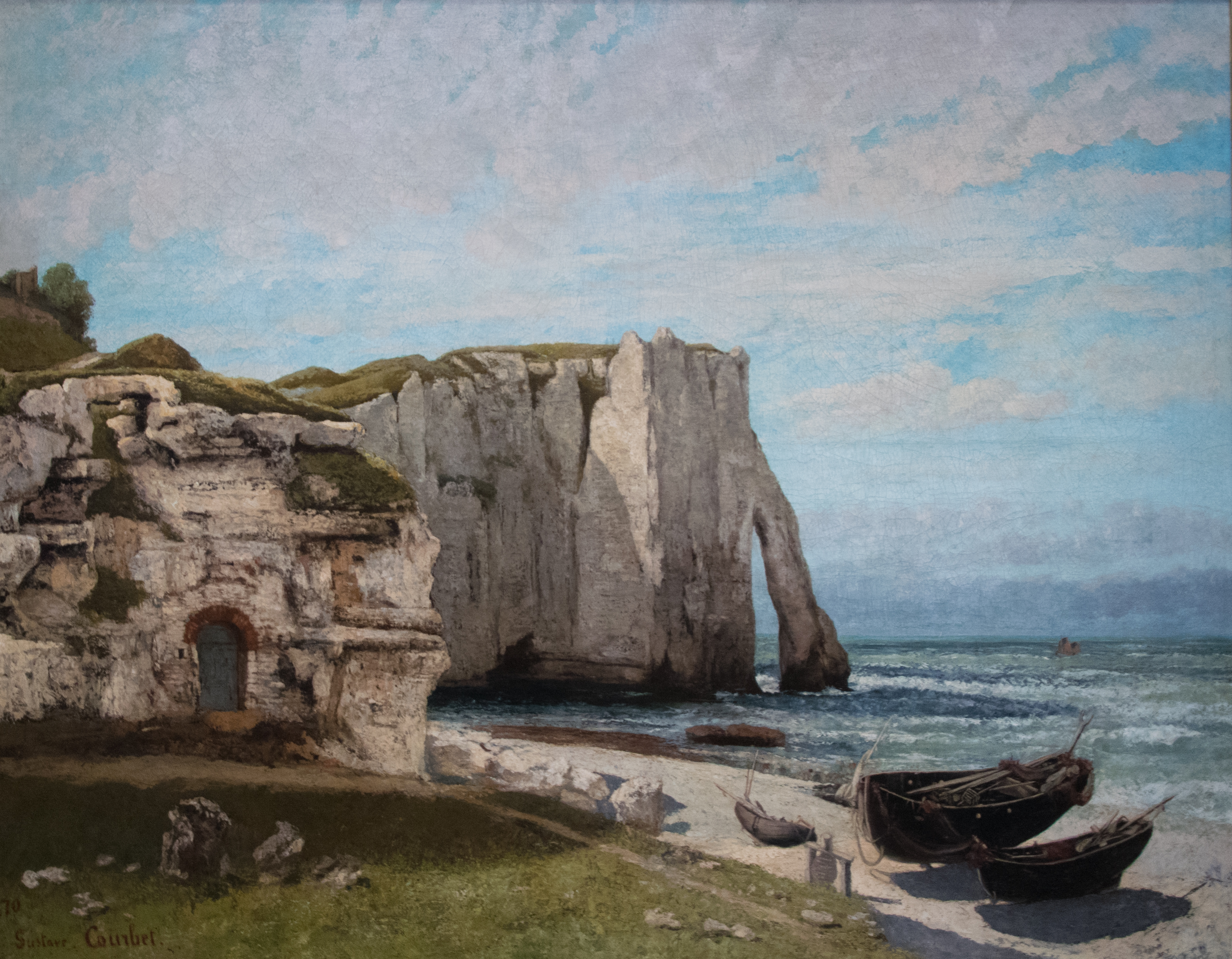
Courbet, El acantilado de Étretat después de la tormenta (1870).

Auguste Renoir, Baile en el Moulin de la Galette (1876).

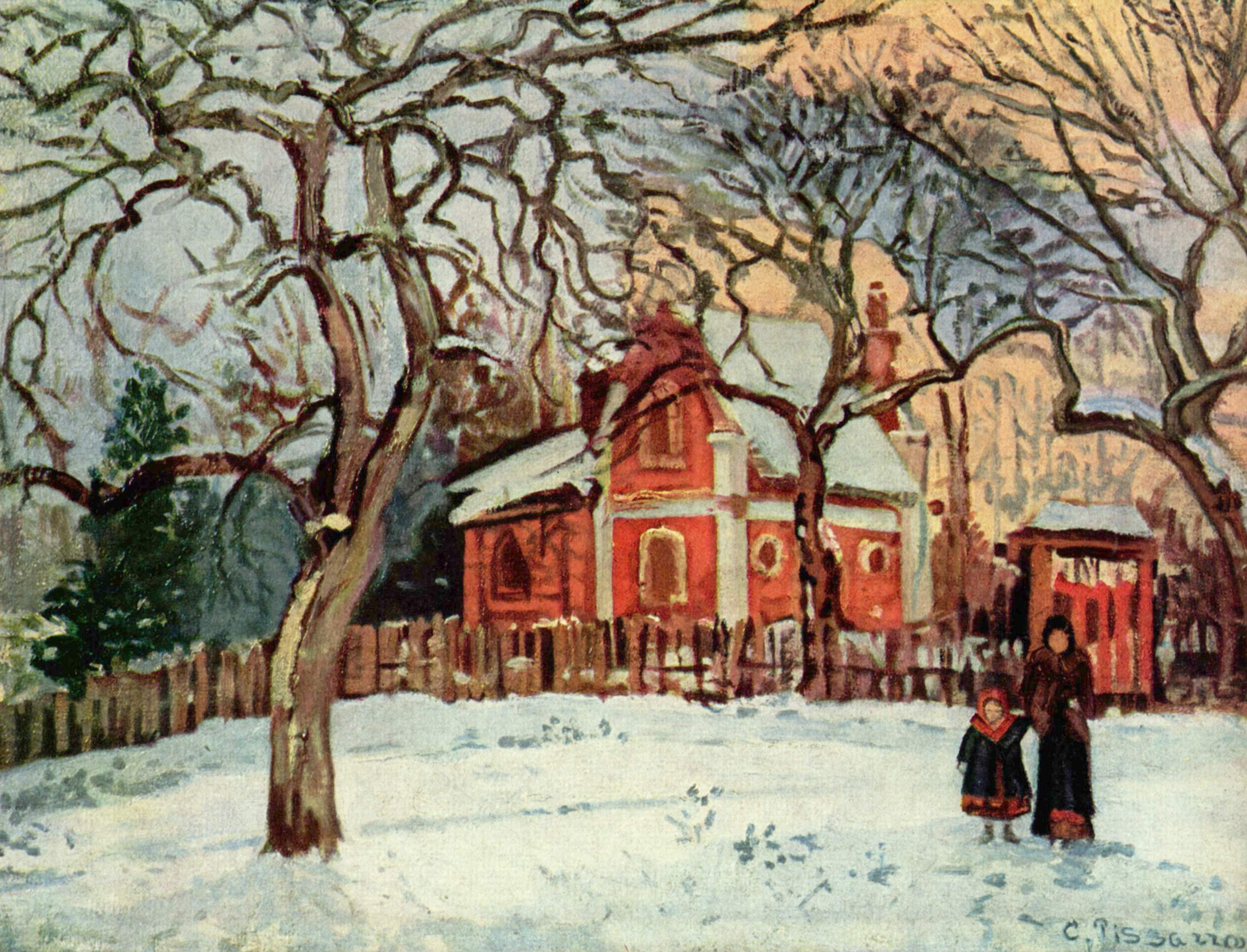
Pissarro, Castañeros en Louveciennes (1870).

Gustave Courbet, El origen del mundo (1866).

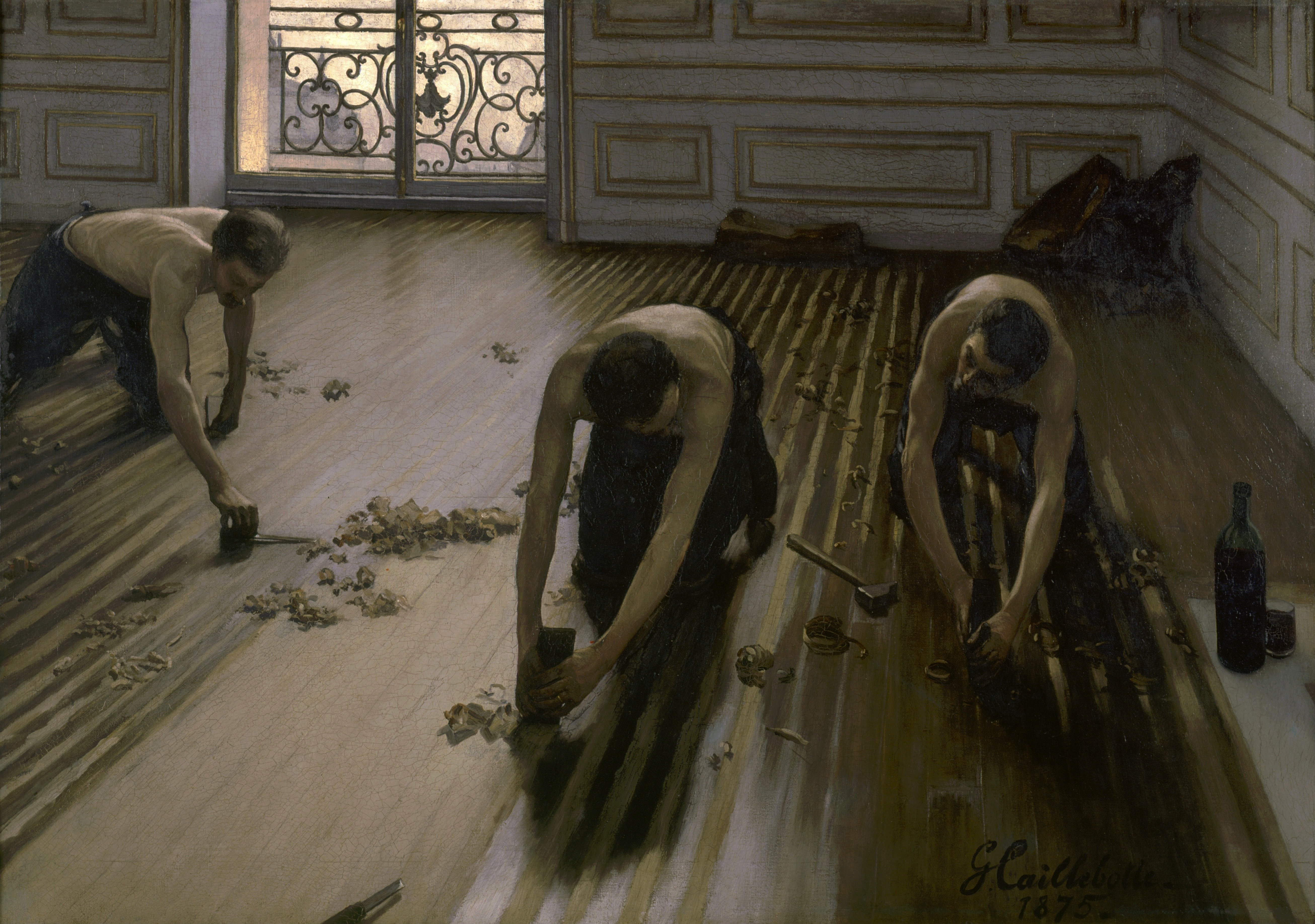
Gustave Caillebotte, Los acepilladores de parqué (1875).

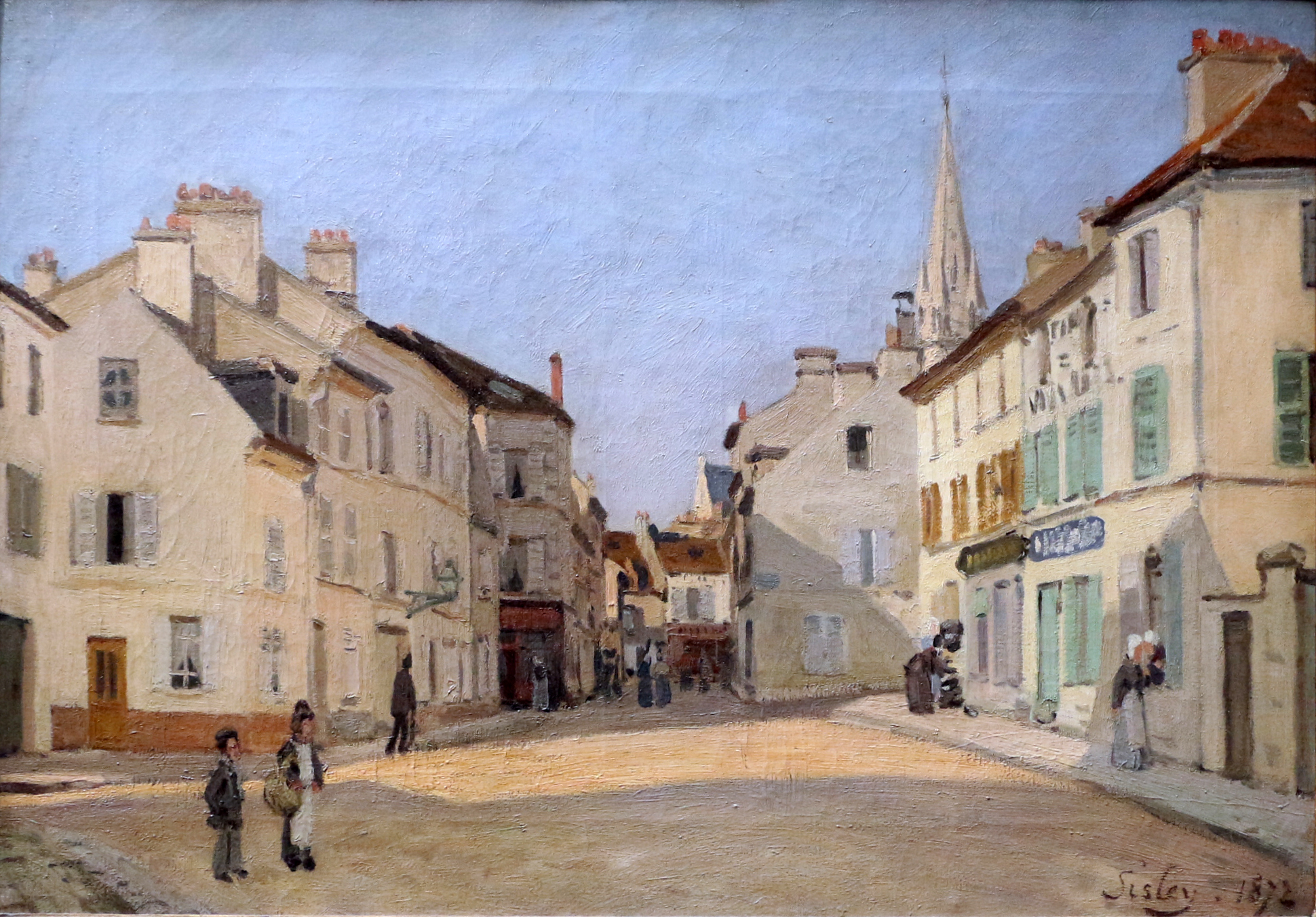
Alfred Sisley, Calle de la Chaussée en Argenteuil (1872).

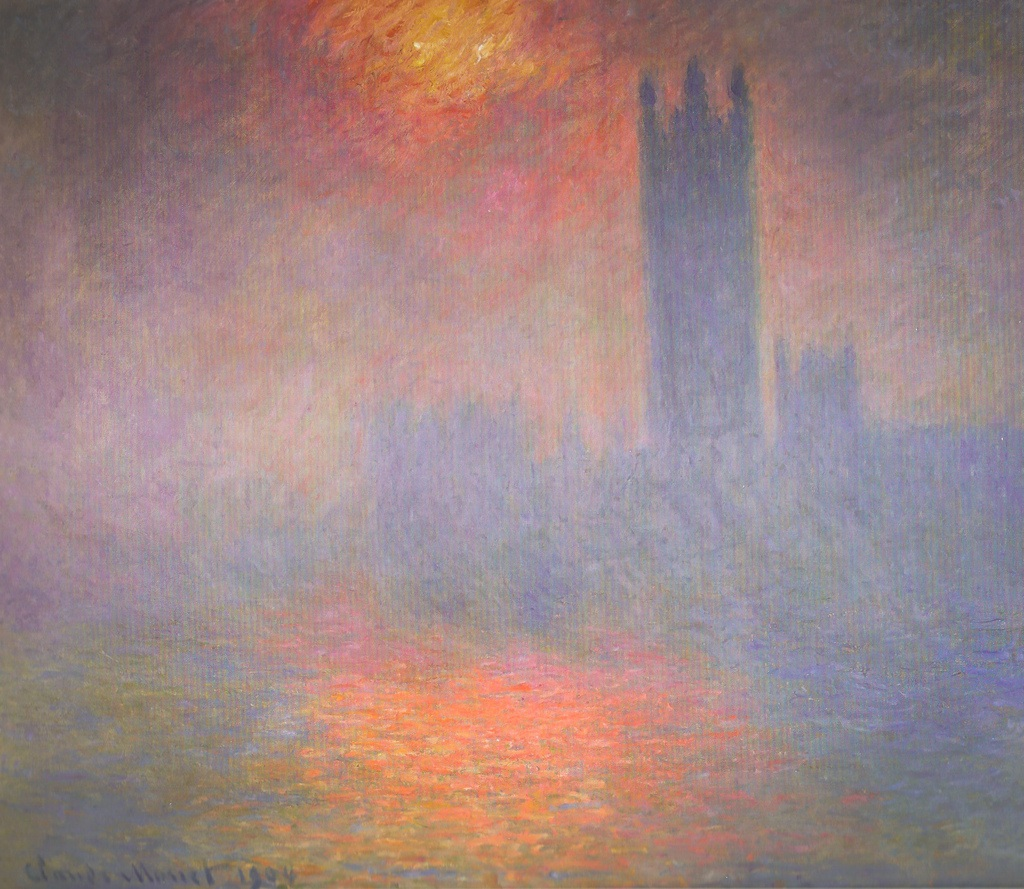
Monet, Londres, el Parlamento. Claro de sol entre la neblina (1904).

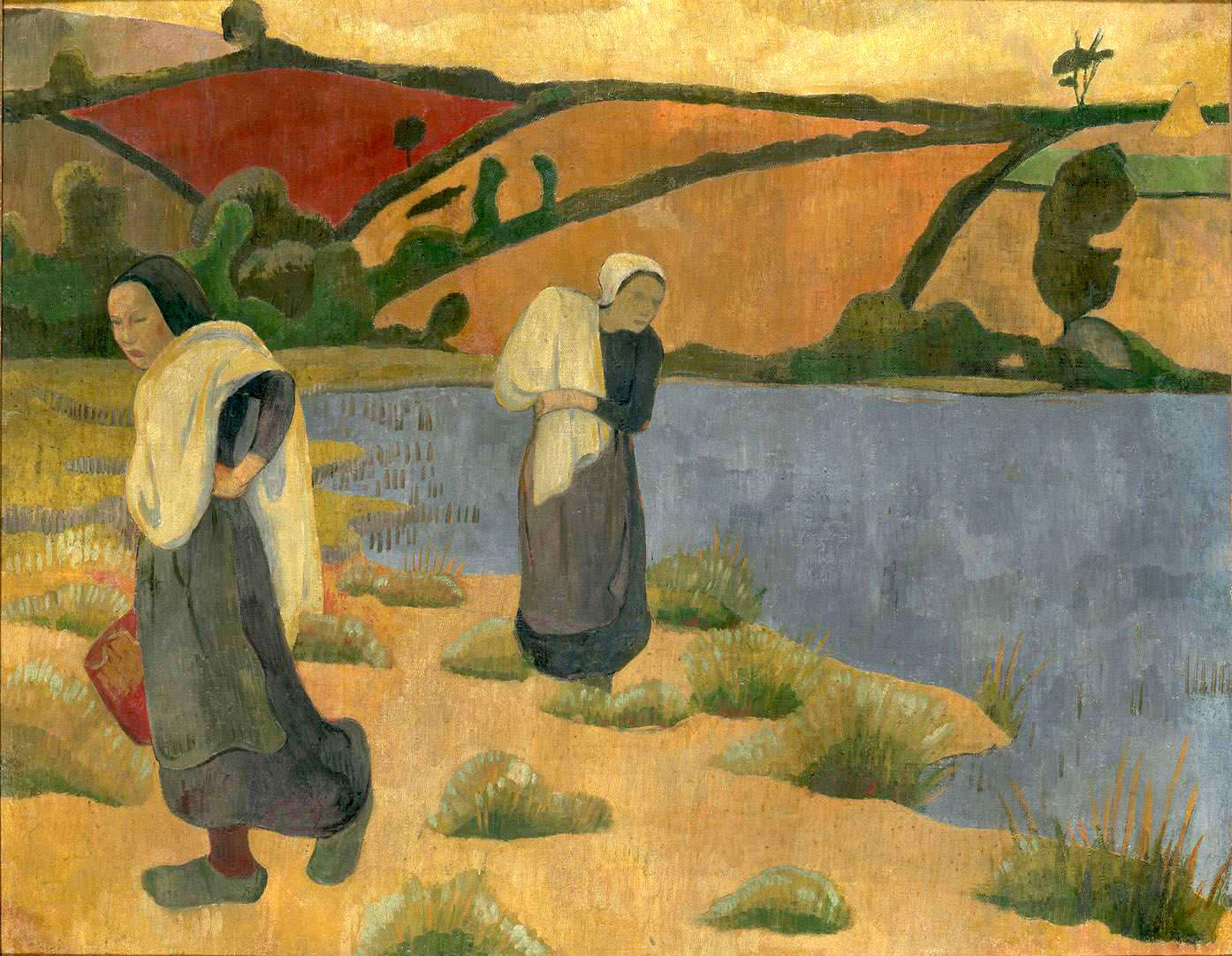
Paul Serusier, Las lavanderas en la Laïta (1872).

James McNeill Whistler, Arreglo en gris y negro n.º 1, un retrato de la madre del artista, 1871.

El museo de Orsay conserva y expone la mayor colección de pinturas impresionistas y postimpresionistas en el mundo lo mismo que notables conjuntos de pintura simbolista, realista y académica, incluyendo escuelas diferentes de las francesas. Más de 5000 pinturas componen la colección. 
En esta lista no exhaustiva se encuentran los principales pintores del museo con varias de sus obras y sus respectivos títulos, estén o no expuestas. Incluye igualmente los pasteles. Varias obras también se encuentran en museos de las provincias como 21 de las 83 pinturas de Pierre-Auguste Renoir, 20 de las 70 de Édouard Vuillard, 22 de las 64 de Maurice Denis o 18 de las 61 de Pierre Bonnard. 
- Lawrence Alma-Tadema: Dos pinturas.
- Cuno Amiet: Cuatro pinturas entre las cuales Schneelandschaft.
- Frédéric Bazille: Cinco pinturas entre las cuales Retrato de una familia, El taller de Bazille y El vestido rosa.
- Émile Bernard: Once pinturas entre las cuales Moisson au bord de la mer y Autorretrato simbólico.
- Arnold Böcklin: Una pintura, La caza de Diana.
- Giovanni Boldini: Ocho pinturas entre las cuales El conde Robert de Montesquiou y Madame Charles Max.
- Pierre Bonnard: Cuarenta y tres pinturas y dos pasteles entre las cuales el biombo Mujeres en el jardín, L'après-midi bourgeoise, La loge, La sinfonía pastoral, Mujer dormida en una cama y El boxeador (retrato del artista).
- William Bouguereau: Nueve pinturas entre las cuales Dante y Virgilio en el infierno, El nacimiento de Venus e Igualdad ante la muerte.
- Ford Madox Brown: Una pintura, Haydée descubriendo el cuerpo de Don Juan.
- Eugène Boudin: Dieciocho pinturas y 72 pasteles.
- Louise Catherine Breslau: Cuatro pinturas entre las cuales Retrato de Henry Davison, poeta inglés.
- Edward Burne-Jones: Dos pinturas entre las cuales La Rueda de la Fortuna.
- Alexandre Cabanel: Cuatro pinturas entre las cuales El nacimiento de Venus.
- Gustave Caillebotte: Seis pinturas y un pastel entre las cuales Los acepilladores de parqué y Vista sobre los techos, efecto de nieve.
- Eugène Carrière: Ochenta y seis pinturas, entre las cuales La familia del pintor, El niño enfermo, Intimidad.
- Mary Cassatt: Una pintura y cinco pasteles.
- Paul Cézanne: Cuarenta y seis pinturas, entre las cuales El golfo de Marsella visto desde de L'Estaque, La montaña de Sainte-Victoire, Los jugadores de cartas, Mujer con cafetera, Naturaleza muerta con manzanas y naranjas, Autorretrato sobre fondo rosa, El puente de Maincy, Bañistas, Bodegón con cebollas, La casa del ahorcado, La tentación de San Antonio, Naturaleza muerta de la sopera, Retrato de Achille Emperaire y Autorretrato (hacia 1875).
- Théodore Chassériau: Cinco pinturas (la mayoría de sus obras está en el museo del Louvre), entre las cuales Le Tepidarium.
- Lovis Corinth: Dos pinturas.
- Camille Corot: Veintitrés pinturas (la mayoría de sus obras está en museo del Louvre), entre ellas La danza de las ninfas.
- Gustave Courbet: Veintinueve pinturas entre las cuales El taller del pintor, Entierro en Ornans y El origen del mundo.
- Thomas Couture: Seis pinturas entre las cuales Los romanos de la decadencia.
- Henri-Edmond Cross: Nueve pinturas entre las cuales La lavandera, Les îles d'Or y Les cyprès à Cagnes.
- Honoré Daumier: Doce pinturas entre las cuales Crispin y Scapin y Don Quijote y la mula muerta.
- Edgar Degas: Cuarenta y dos pinturas y 46 pasteles entre las cuales El ajenjo, El café concierto de los Embajadores, Jeantaud, Linet y Lainé, Carreras de caballos. Antes de la salida, Lorenzo Pagans y Auguste de Gas, El foyer de la danza en la Ópera, La orquesta de la Ópera y La clase de baile.
- Eugène Delacroix: Cinco pinturas (la mayoría de sus obras está en el museo del Louvre) entre los cuales la Caza del león y la Caza del tigre.
- Maurice Denis: Cuarenta y dos pinturas y tres pasteles entre las cuales los seis biombos de L'Histoire de Psyché, los seis de la Decoración de la capilla del colegio Santa Cruz del Vésinet, Homenaje a Cézanne, Retrato de Yvonne Lerolle, Le menuet de la Princesse Maleine, Las musas y Paisaje con árboles verdes.
- André Derain: Dos pinturas (la mayoría de sus obras está en el Museo Nacional de Arte Moderno), entre las cuales Puente de Charing Cross.
- Thomas Eakins: Una pintura.
- Albert Edelfelt: Dos pinturas entre las cuales Louis Pasteur.
- James Ensor: Dos pinturas.
- Henri Fantin-Latour: Veinticuatro pinturas y dos pasteles entre las cuales Alrededor del piano, Un rincón de la mesa, Homenaje a Delacroix, Un taller en el Batignolles'.
- Paul Gauguin: 23 pinturas y 3 pasteles entre las cuales Autorretrato con Cristo amarillo, Campesinas bretonas, Pueblo bretón bajo la nieve, El caballo blanco, Mujeres de Tahití,Vairumati, Arearea, Les Alyscamps, Ta MateteAutorretrato con sombrero y La bella Angèle.
- Nikolaï Nikolaevitch Gay: Una pintura, El calvario.
- Jean-Léon Gérôme: Doce pinturas entre las cuales Consummatum est y Jeunes Grecs faisant battre des coqs.
- Armand Guillaumin: Quince pinturas y tres pasteles.
- Vilhelm Hammershoi: Dos pinturas.
- Ferdinand Hodler: Tres pinturas entre las cuales Der Holzfäller (Le bûcheron).
- Winslow Homer: Una pintura, Noche de verano.
- Jean-Auguste-Dominique Ingres: Cuatro pinturas (la mayoría de sus obras está en el museo del Louvre), entre las cuales La fuente y Vénus à Paphos.
- Johan Barthold Jongkind: Seis pinturas.
- Fernand Khnopff: Dos pinturas.
- Gustav Klimt: Una pintura.
- Max Liebermann: Una pintura.
- Maximilien Luce: Once pinturas entre las cuales Una calle de París en mayo de 1871.
- Édouard Manet: Treinta y nueve pinturas y doce pasteles entre las cuales Almuerzo sobre la hierba, Olympia, Corrida de toros, El balcón, Berthe Morisot con un ramo de violetas, El pífano, Retrato de Émile Zola, Lola de Valencia, En la playa, Retrato de Stéphane Mallarmé, Claro de luna sobre el puerto de Boulogne, Suzanne Manet en su piano, La evasión de Rochefort y La lectura.
- Henri Matisse: Una pintura (la mayoría de sus obras está en el Museo Nacional de Arte Moderno), Luxe, calme y volupté.
- Jean-Louis-Ernest Meissonier: Tres pinturas entre las cuales Campagne de France 1814
- John Everett Millais: Dos pinturas, entre ellas Retrato de John Ruskin.
- Jean-François Millet: Veinte pinturas y cuatro pasteles entre las cuales Las espigadoras, El Ángelus y La primavera.
- Piet Mondrian: Una pintura y un pastel.
- Claude Monet: Setenta y dos pinturas y un pastel (la mayoría de sus obras está en el Museo Marmottan Monet), entre las cuales El puente de la carrilera en Argenteuil, La calle Montorgueil, El puente de Argenteuil, Hotel de Roches Noires en Trouville, La estación Saint-Lazare, Londres, el Parlamento, Amapolas, Regatas en Argenteuil, Mujeres en el jardín, El desayuno sobre la hierba, La urraca, Le pavé de Chailly, Madame Louis Joachim Gaudibert, Las Villas en Bordighera, Nymphéas, harmonie verte, cinco cuadros de la Serie de catedrales de Rouen y Autorretrato.
- Gustave Moreau: Siete pinturas (la mayoría de sus obras se encuentra en el Museo Gustave Moreau), entre las cuales Galatea y Orfeo.
- Berthe Morisot: Ocho pinturas y un pastel (la mayoría de sus obras se encuentra en el museo Marmottan Monet), entre ellas La cuna.
- Edvard Munch: Una pintura.
- Mihály Munkácsy: Una pintura.
- Camille Pissarro: Cuarenta y un pinturas y cuatro pasteles entre los cuales Autorretrato y Los tejados rojos.
- Pierre Puvis de Chavannes: Veintinueve pinturas y dos pasteles entre los cuales Le pauvre pêcheur, Jeunes Filles au bord de la mer y Le rêve.
- Odilon Redon: Setetnta y nueve pinturas y veintiún pasteles entre los cuales los quince biombos del comedor del Castillo de Domecy, Le char d'Apollon, Le Bouddha, Baronne Robert de Domecy y La coquille.
- Pierre-Auguste Renoir: Sesenta y dos pinturas y cuatro pasteles entre las cuales Baile en el Moulin de la Galette, Estudio: Torso, efecto de sol, Retrato de Charles Le Coeur, Retrato de William Sisley, El columpio, Baile en la ciudad, Baile en el campo, Muchachas al piano, Retrato de Madame Charpentier, Retrato de Claude Monet, Las bañistas y Desnudo femenino visto de espaldas'.
- Iliá Repin: Una pintura, Le grand duque Michel.
- Douanier Rousseau: Tres pinturas (la mayoría de sus obras está en el Museo de la Orangerie), entre las cuales La encantadora de serpientes y La guerra.
- Théodore Rousseau: Ocho pinturas.
- Santiago Rusiñol y Prats: Dos pinturas.
- Théo van Rysselberghe: Cuatro pinturas.
- John Singer Sargent: Tres pinturas entre las cuales La Carmencita.
- Valentin Serov: Una pintura.
- Paul Sérusier: Quince pinturas y un pastel entre los cuales El talismán, Eve bretonne y La lutte bretonne.
- Georges Seurat: Diecisiete pinturas y bocetos, entre las cuales El circo.
- Paul Signac: Catorce pinturas y un pastel entre las cuales Mujer con sombrilla, La bouée rouge y Femmes au puits.
- Alfred Sisley: Treinta y siete pinturas y dos pasteles entre las cuales La inundación de Port-Marly, Allée de peupliers aux environs de Moret-sur-Loing, Les Régates à Moseley, Village de Voisins, Passerelle d'Argenteuil, Le Canal Saint-Martin, Calle de la Chaussée en Argenteuil, Vue du canal Saint-Martin y Le Repos au bord d'un ruisseau. Lisière de bois.
- Joaquin Sorolla y Bastida: Una pintura, Retour de la pêche: halage de la barque.
- Alfred Stevens: Siete pinturas entre las cuales Ce qu'on appelle le vagabondage.
- August Strindberg: Dos pinturas.
- Franz von Stuck: Dos pinturas.
- James Tissot: Ocho pinturas entre las cuales Le cercle de la rue Royale, Portrait du marquis y de la marquise de Miramon y de leurs enfants y Rencontre de Faust y de Marguerite.
- Henri de Toulouse-Lautrec: Dieciocho pinturas (la mayoría de sus obras está en el musée Toulouse-Lautrec), entre las cuales La mujer con guantes, En el Nuevo Circo, La toilette, Papá Crisantemo, Henry Samary de la Comédie Française, Justine Dieuhl, Jane Avril bailando, Pelirroja y la La payasa Cha-U-Kao.
- Félix Vallotton: Diecinueve pinturas entre las cuales Misia en el tocador, Retrato del Alexandre Natanson, El balón, Autorretrato y El póker.
- Vincent van Gogh: Veintitrés pinturas entre las cuales El dormitorio en Arlés, La italiana, El doctor Paul Gachet, La iglesia de Auvers-sur-Oise, Autorretrato (1889), Campos en Cordeville, en Auvers-sur-Oise, La arlesiana, La italiana, Retrato de Eugène Boch y La noche estrellada sobre el Ródano.
- Maurice de Vlaminck: Tres pinturas (la mayoría de sus obras está en el Museo Nacional de Arte Moderno) entre las cuales El jardinero y Restaurante de la Machine.
- Édouard Vuillard: Cincuenta pinturas y siete pasteles entre las cuales le tríptico Las lilas, El almiar y La alameda, el tríptico de los Jardines públicos, La biblioteca, Jeanne Lanvin, La capilla del castillo de Versailles, Figura del dolor, El sueño, El salón de las tres lámparas, El desayuno de la mañana y En la cama.
- James McNeill Whistler: Tres pinturas, entre las cuales Variaciones en lila y verde y Arreglo en gris y negro nº 1.
- Franz Xaver Winterhalter: Una pintura (la mayoría de sus obras está en el Castillo de Versalles), Madame Rimsky Korsakov.
- Ignacio Zuloaga: Cuatro pinturas entre las cuales Barrès devant Tolède y La enana Doña Mercedes.

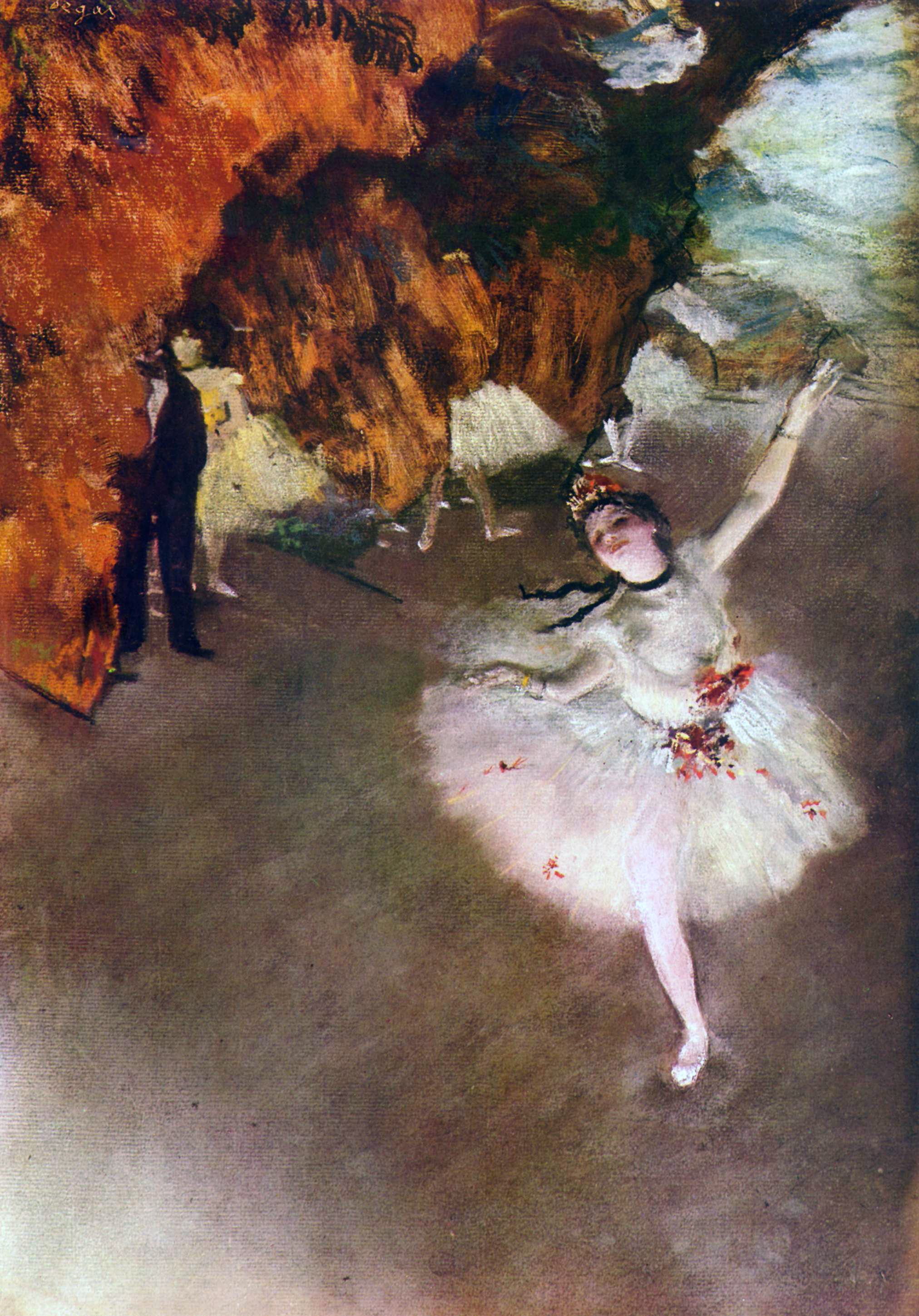
Edgar Degas, L’Étoile, o la bailarina en escena, (1878).
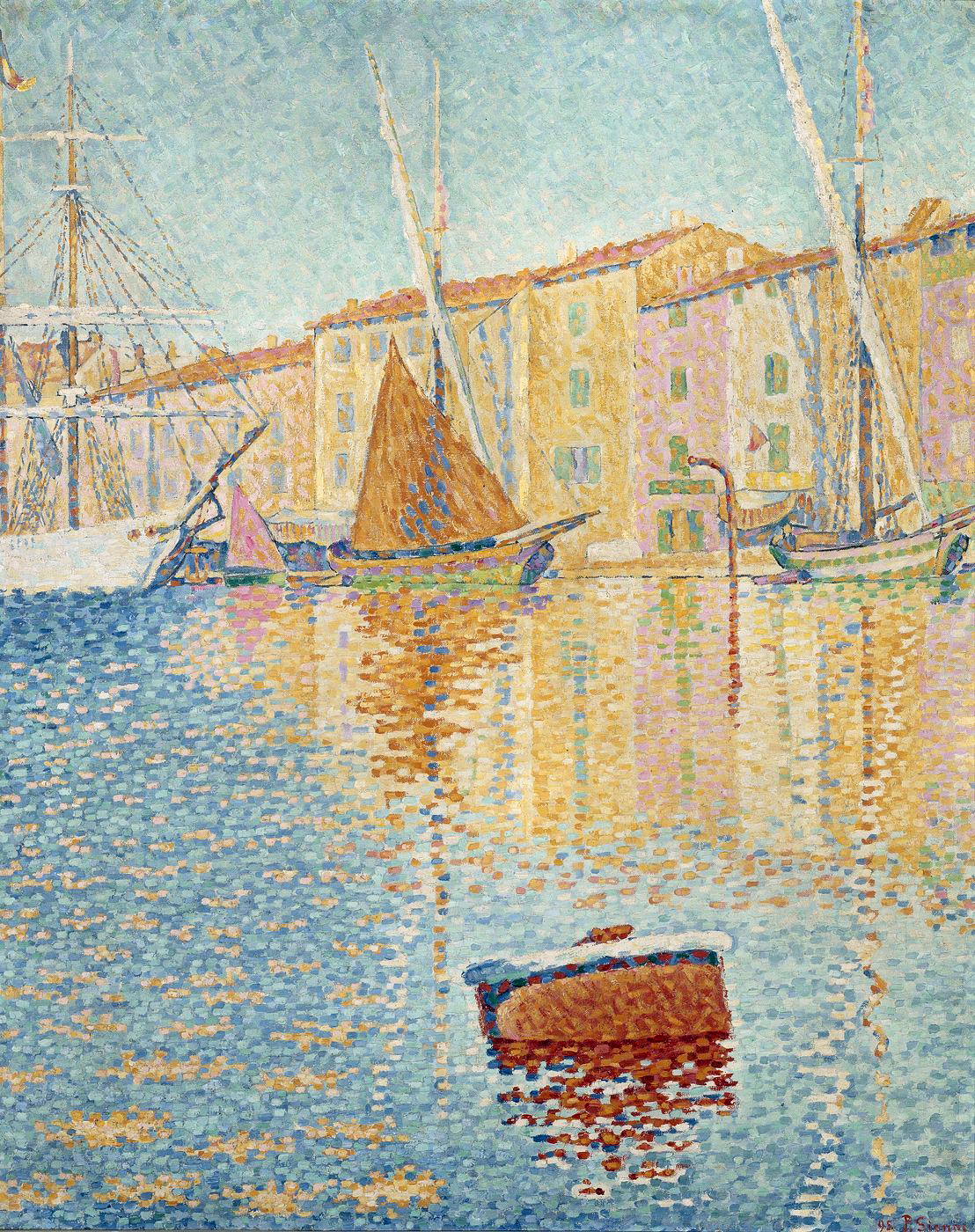
Paul Signac, La boya roja (1888).
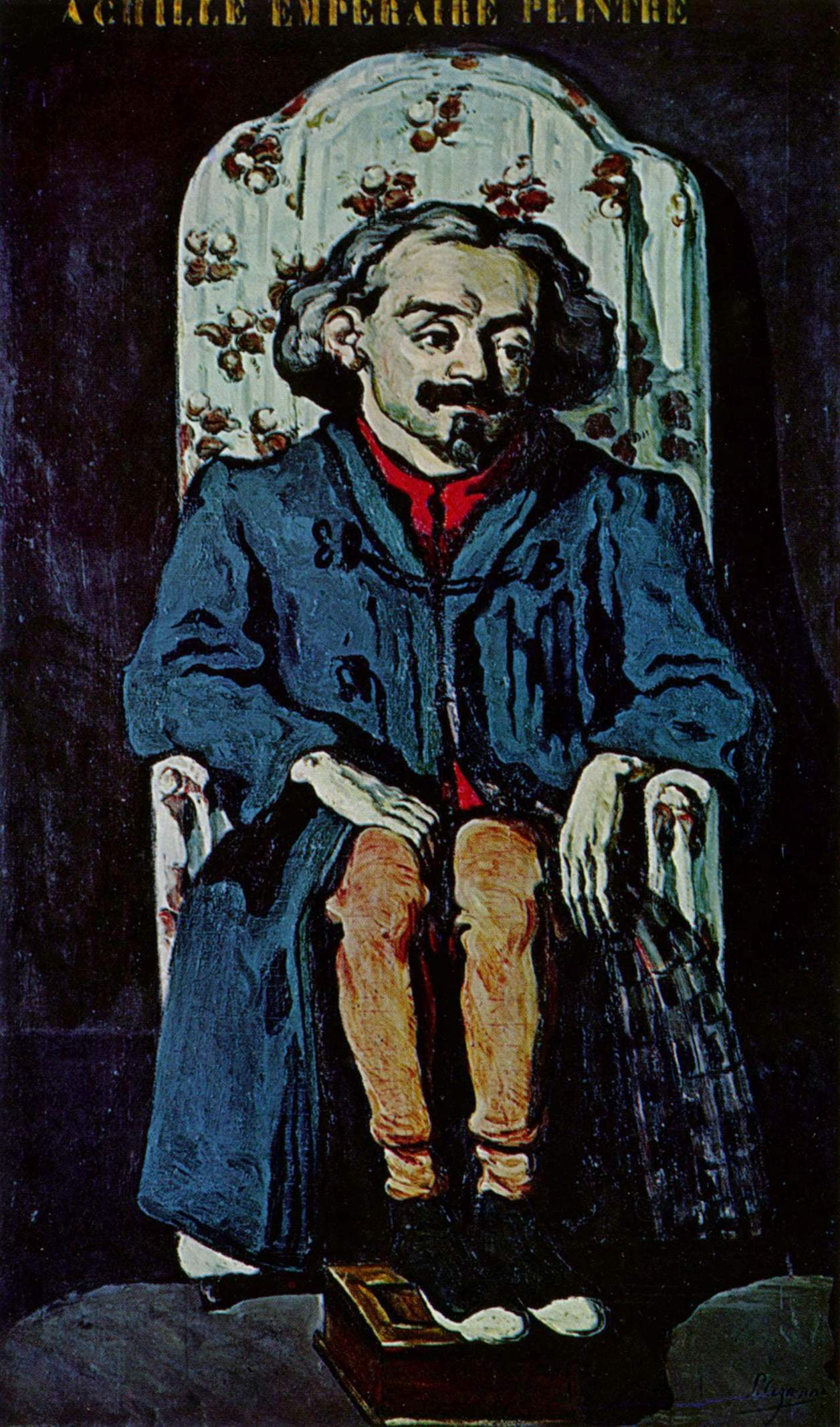
Paul Cézanne, Retrato de Achille Emperaire, (1868).
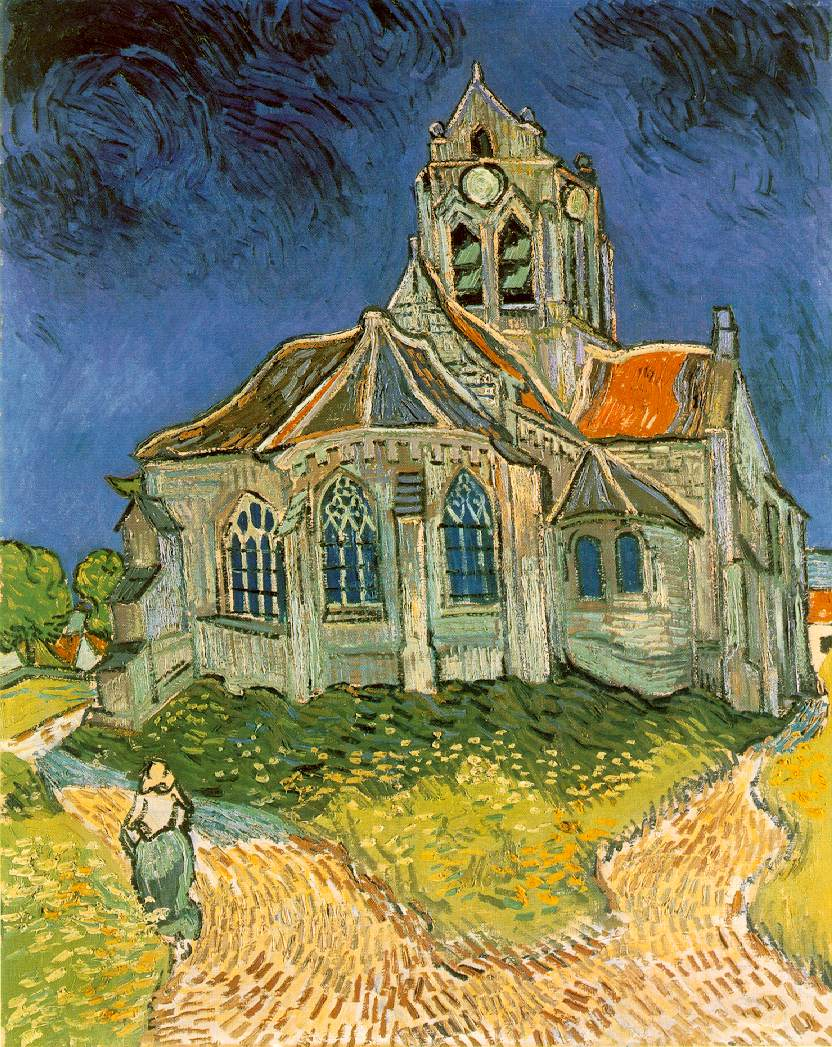
Vincent van Gogh, La iglesia de Auvers-sur-Oise, (1890)
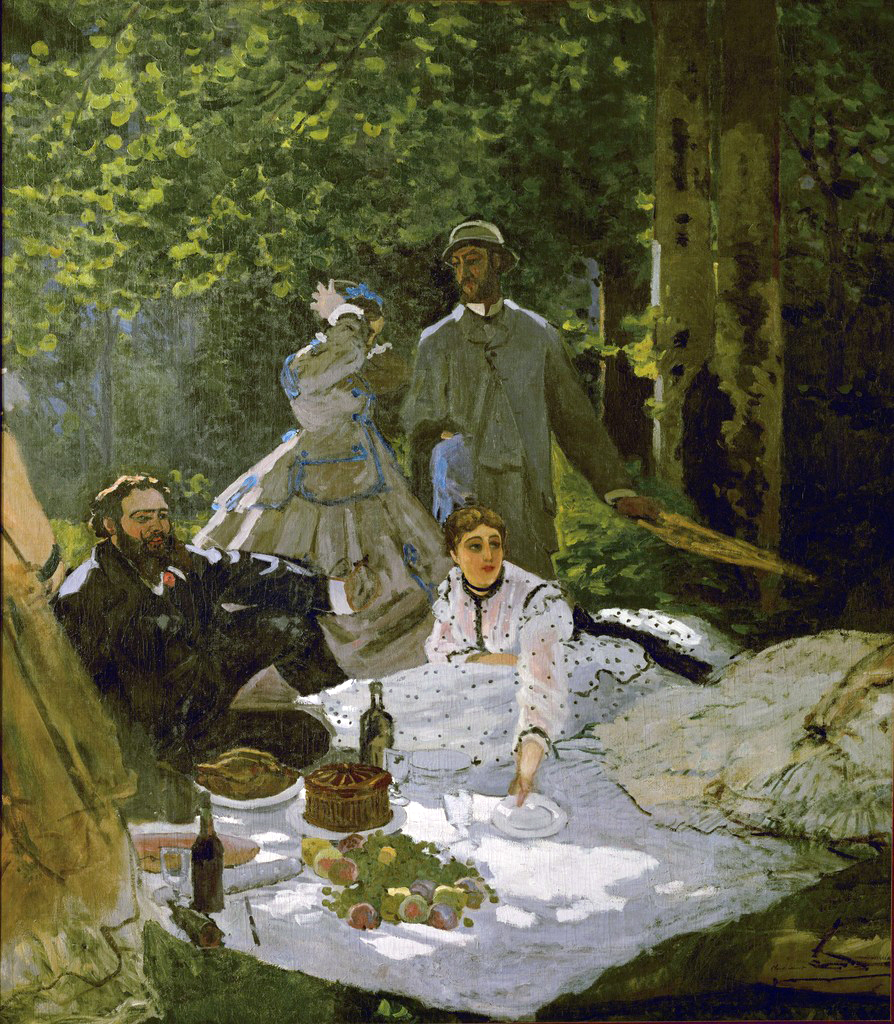
Claude Monet, Almuerzo sobre la yerba, (sección derecha), con Gustave Courbet, 1865-1866.
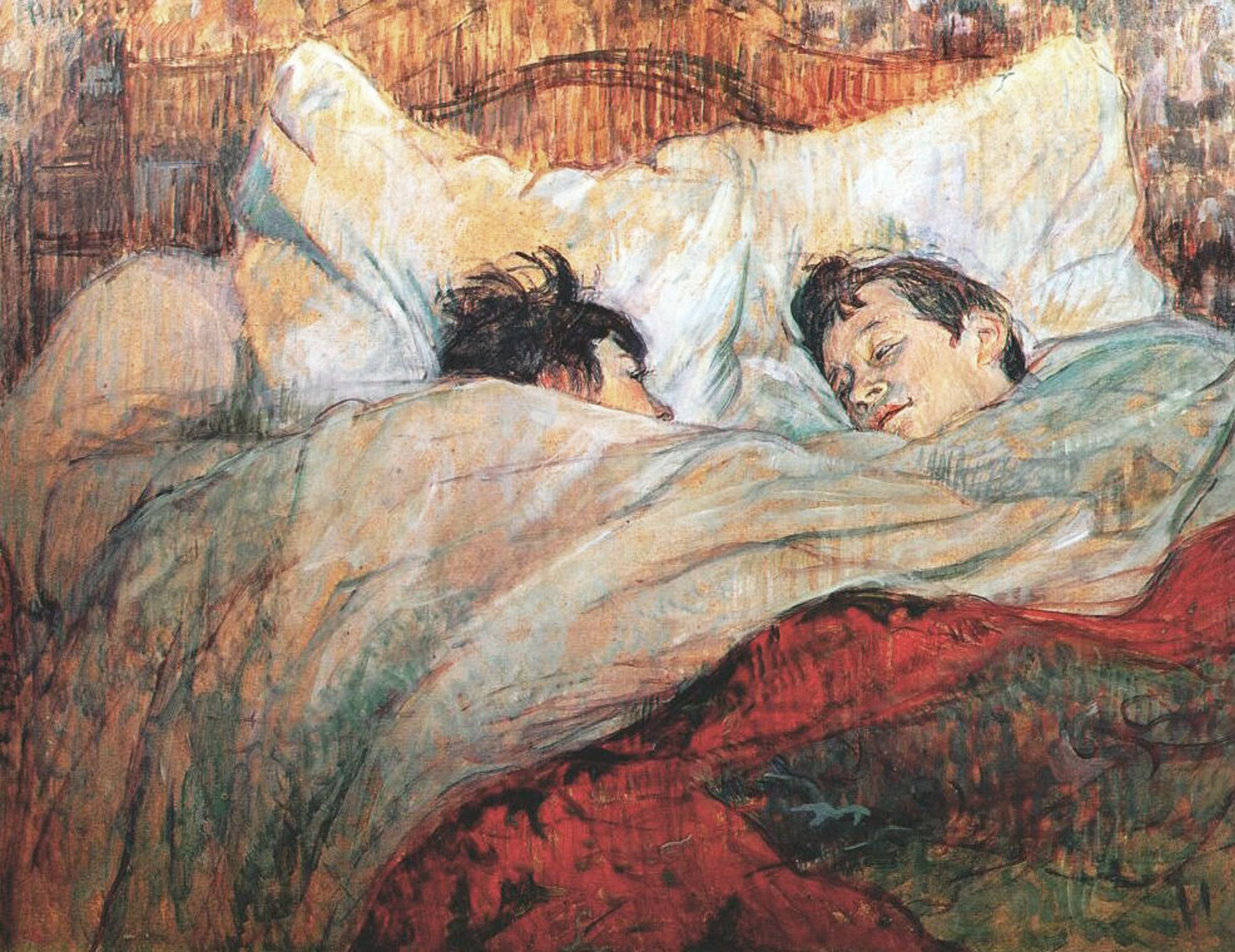
Toulouse-Lautrec, El lecho (hacia 1892)
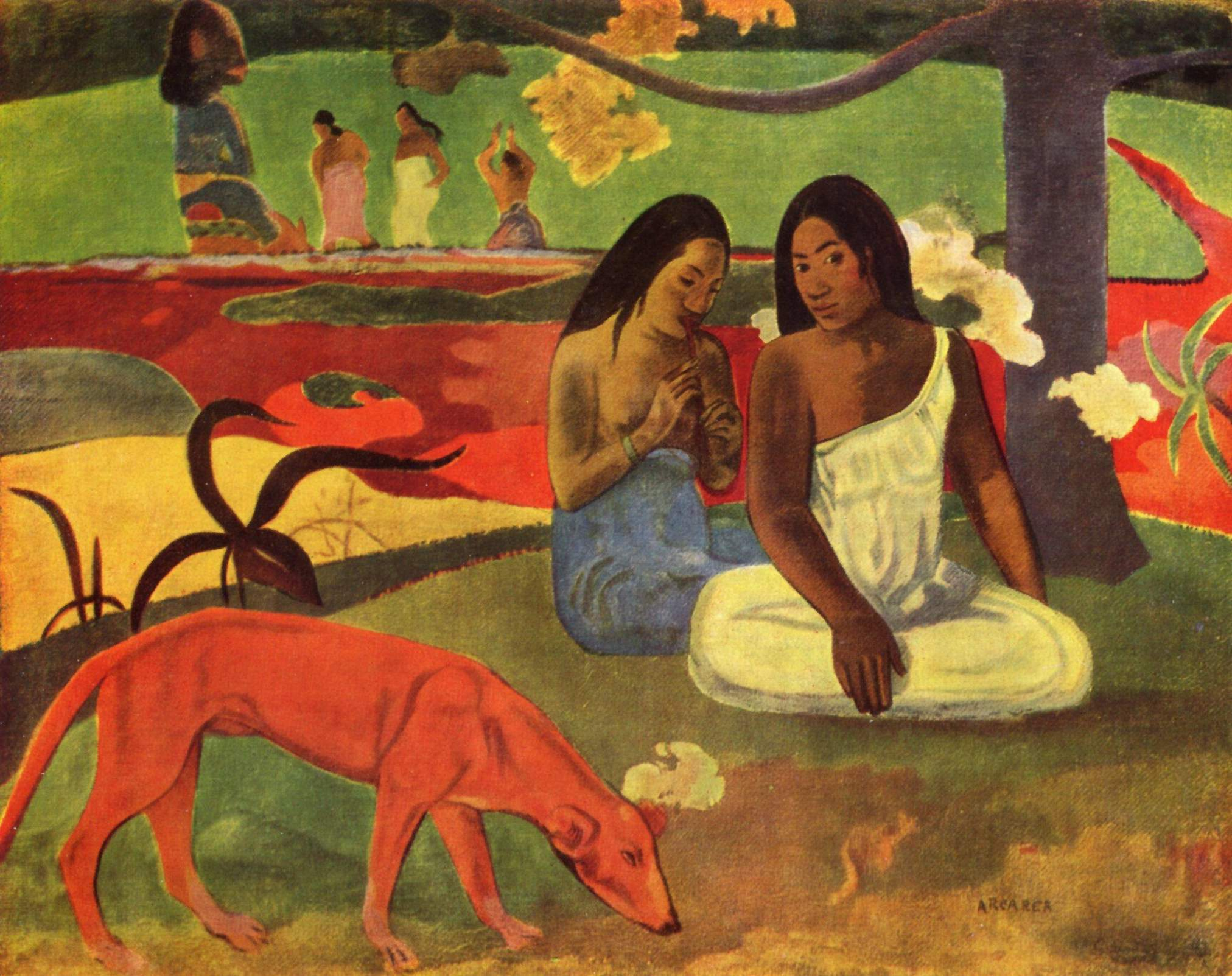
Paul Gauguin, Arearea o Joyeusetés (1892)
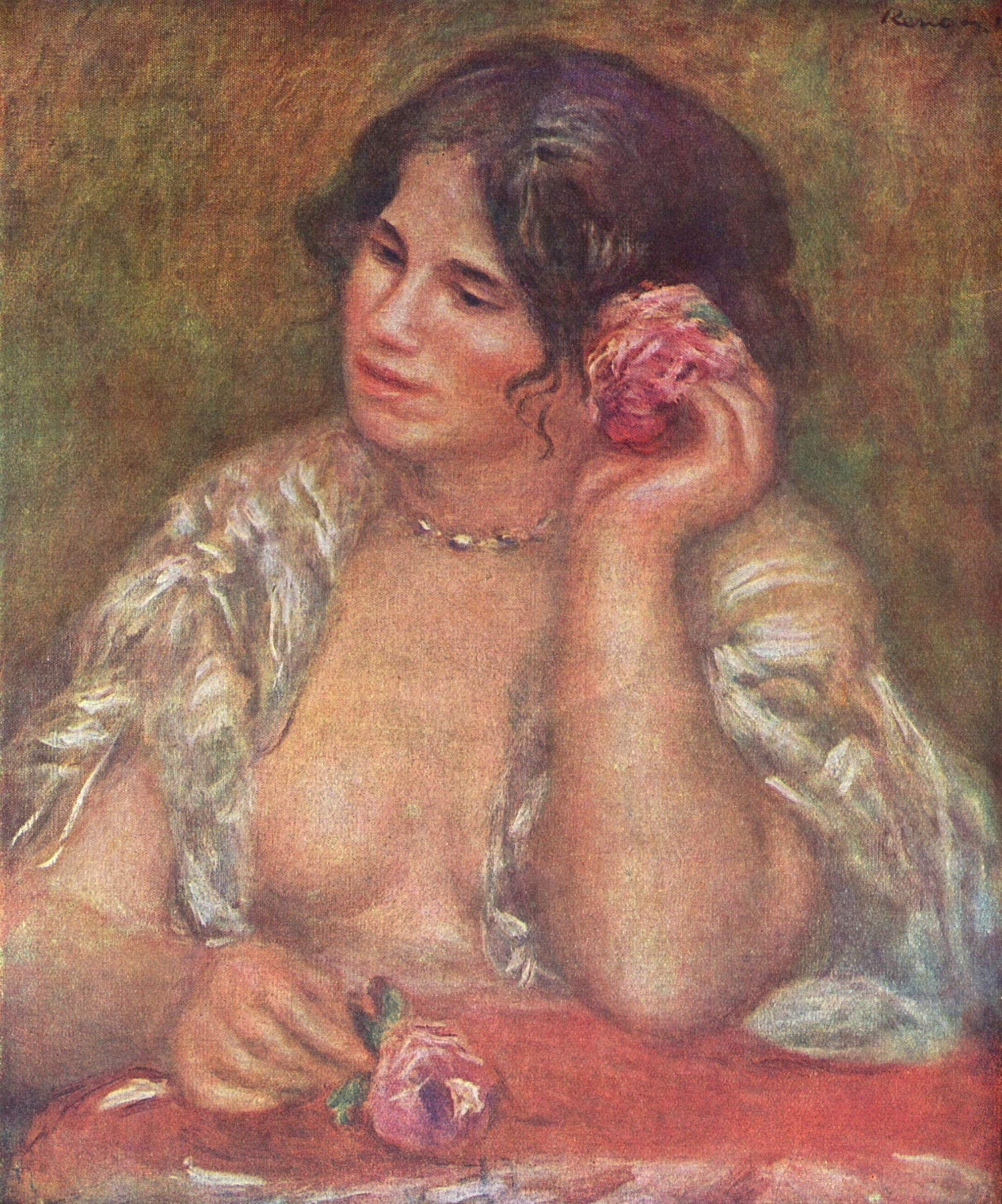
Pierre-Auguste Renoir, Gabrielle con rosa (1911)
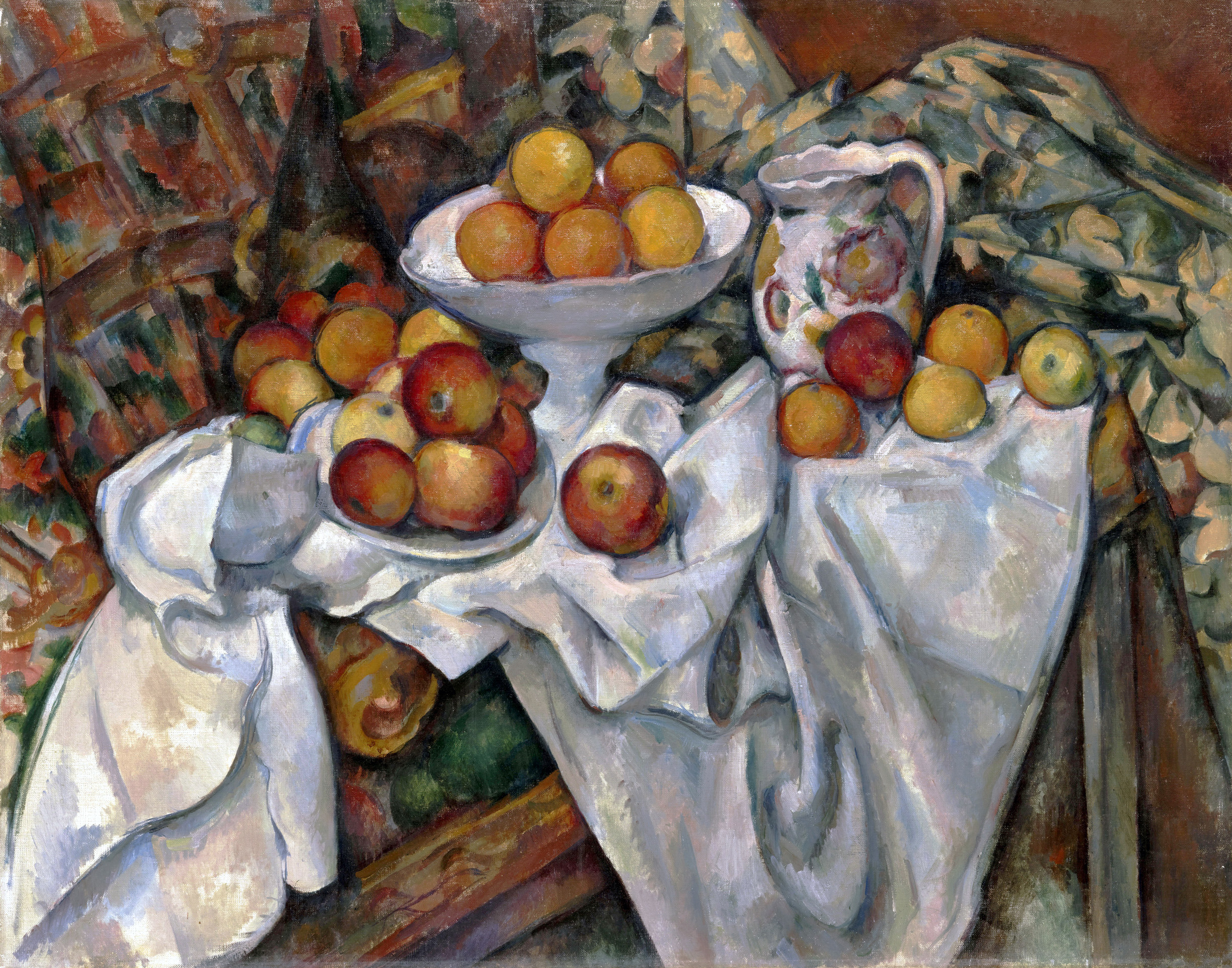
Cézanne, Naturaleza muerta con manzanas y naranjas (1895-1900)
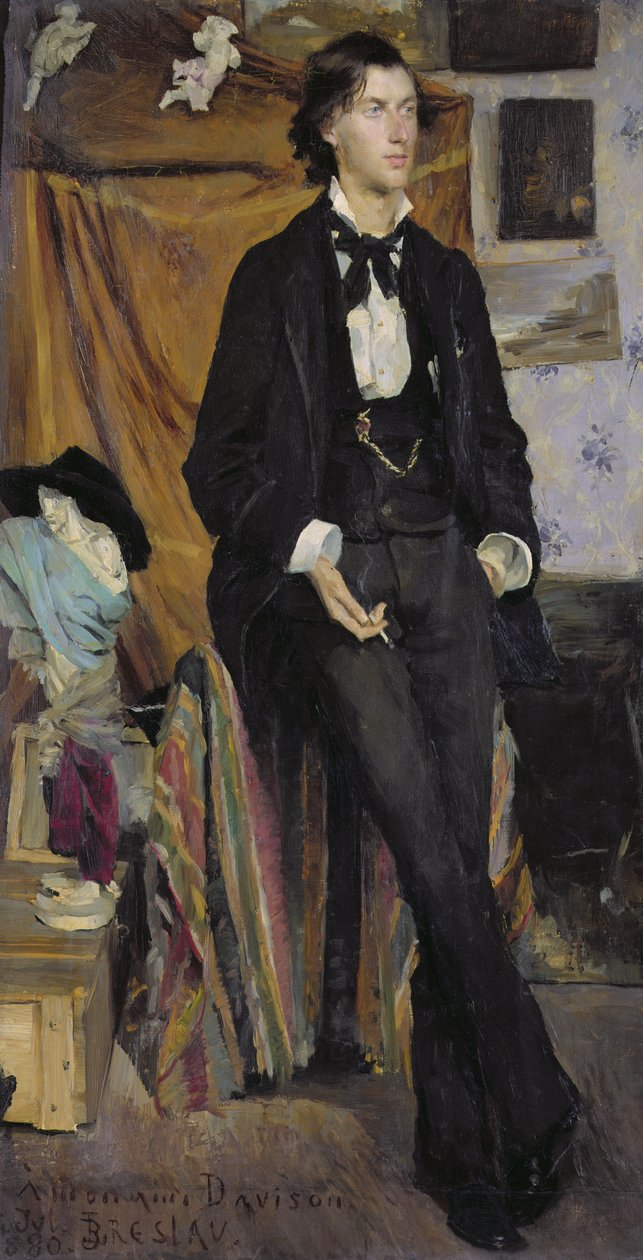
Louise Catherine Breslau, Retrato de Henry Davison (1880).

## Escultura

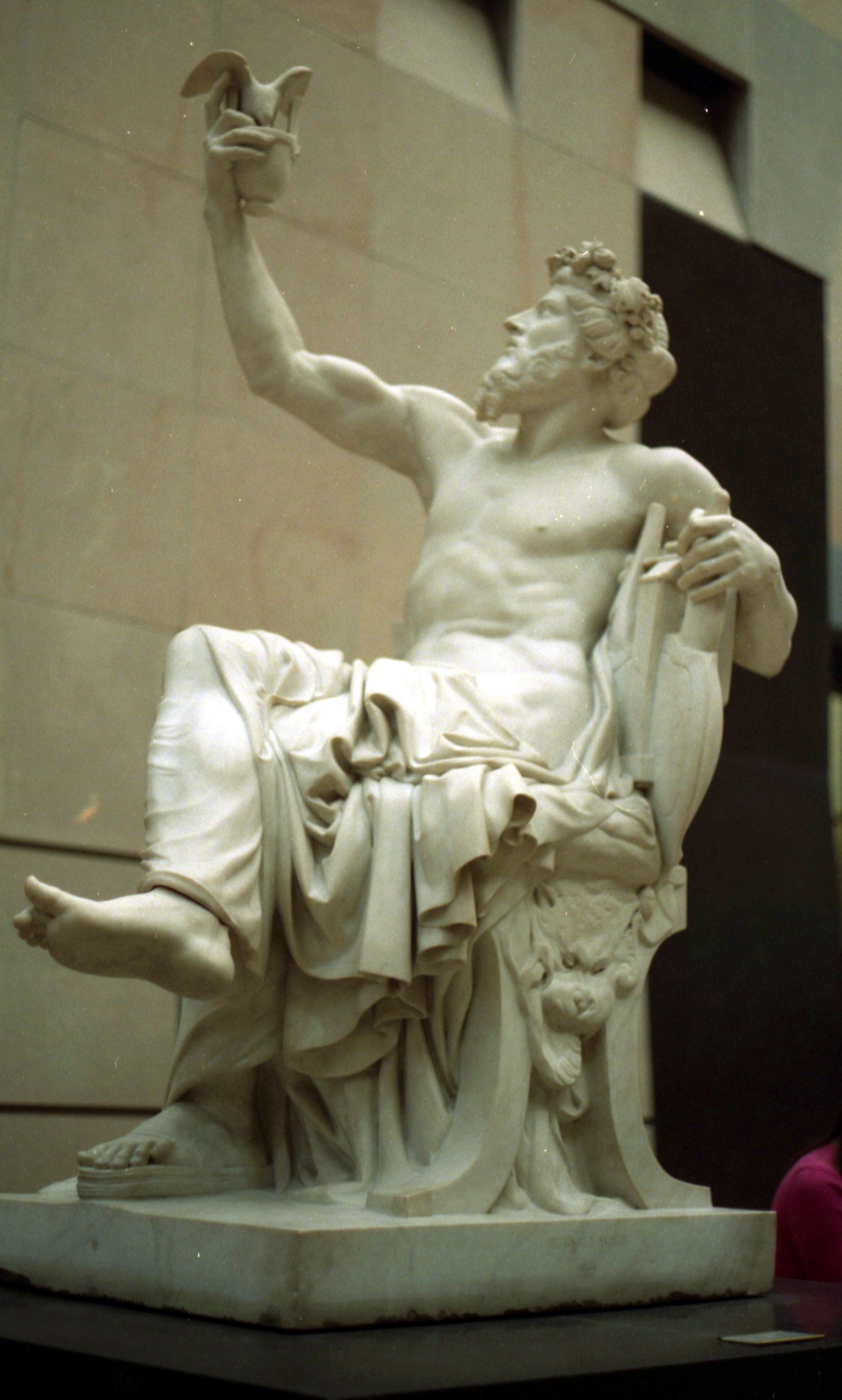
Eugène Guillaume, Anacreonte, 1849-1851, mármol.

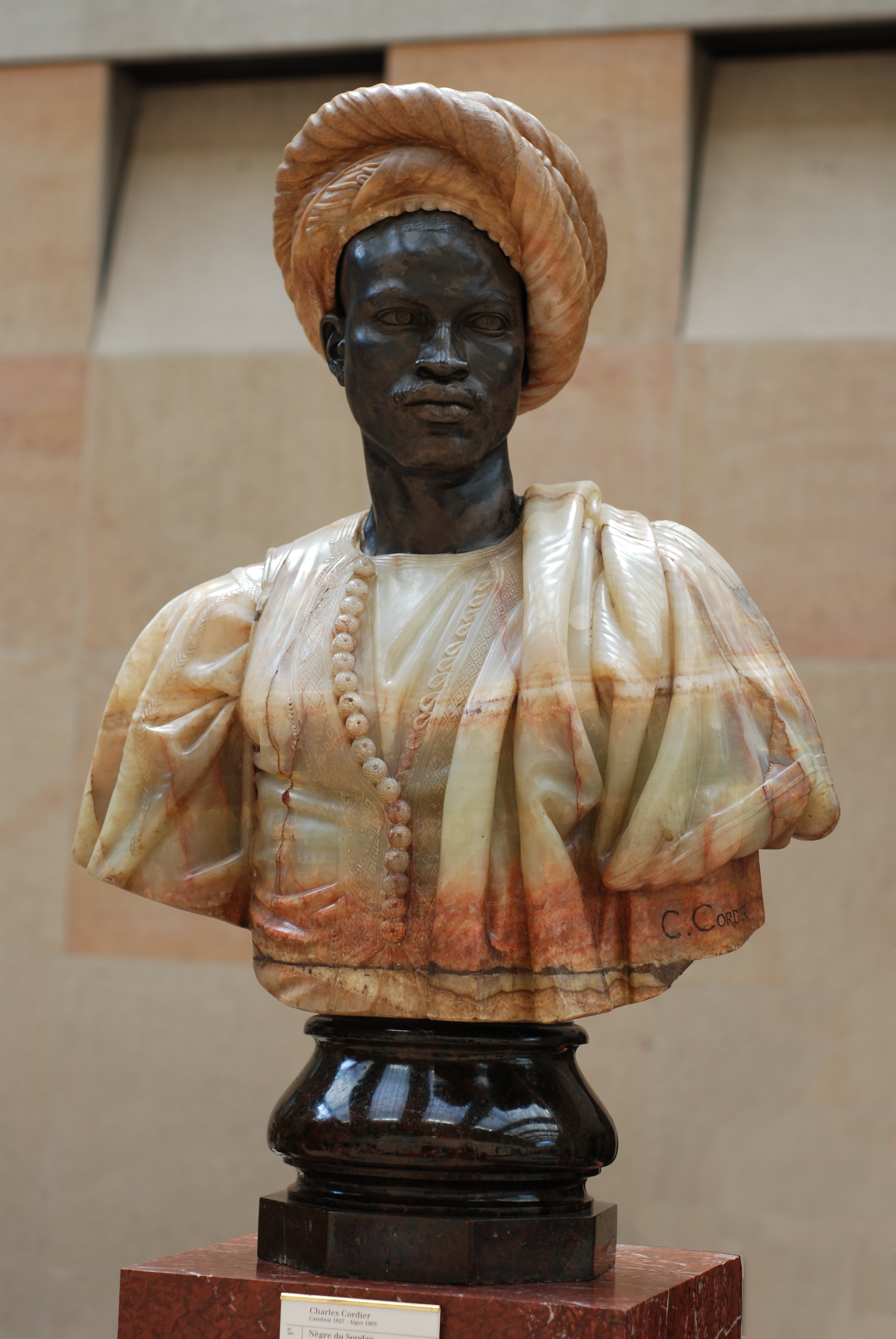
Charles Cordier, Negro del Sudán, 1857.

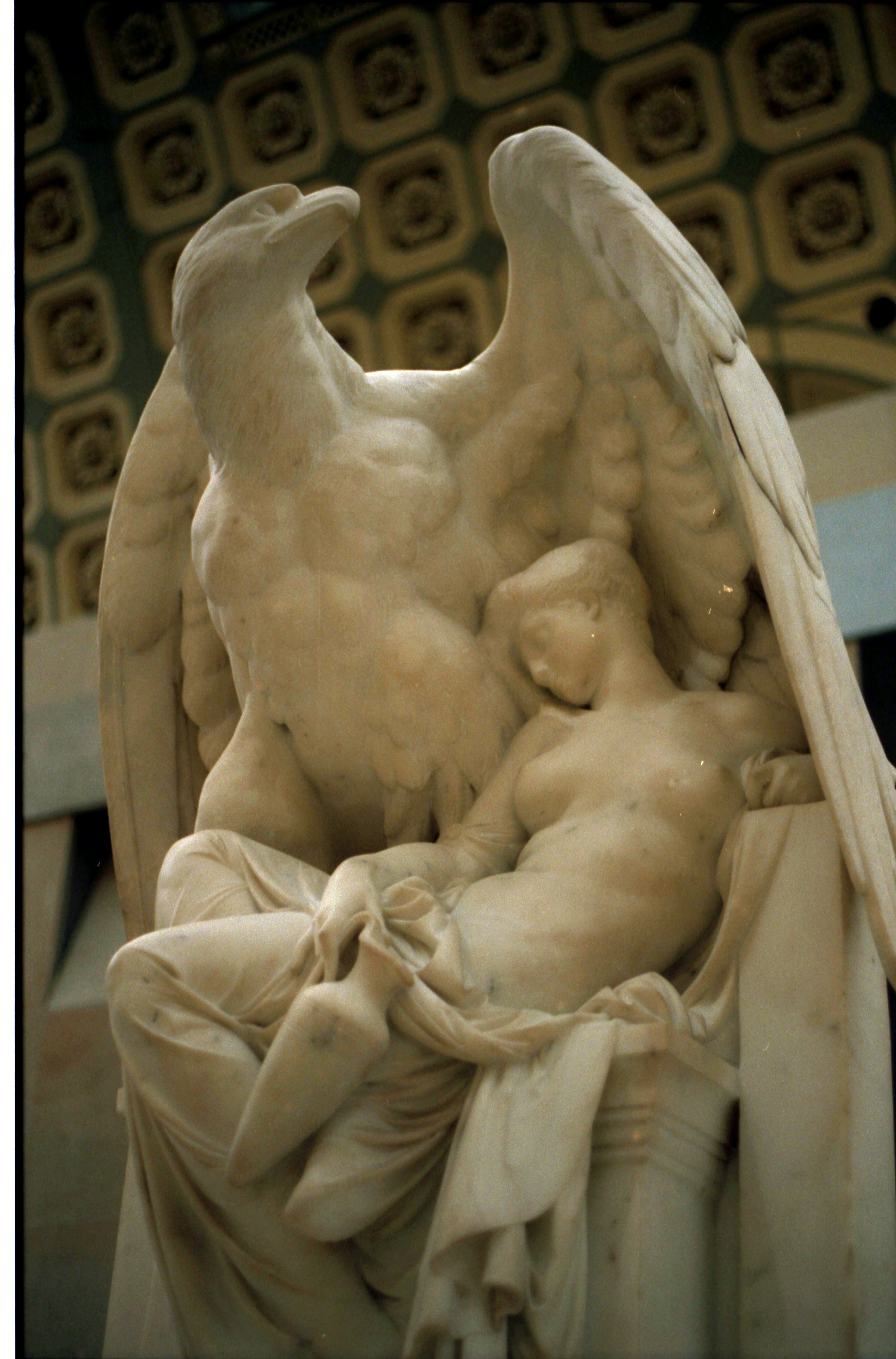
Albert-Ernest Carrier-Belleuse, Hébé dormida, 1869, mármol.

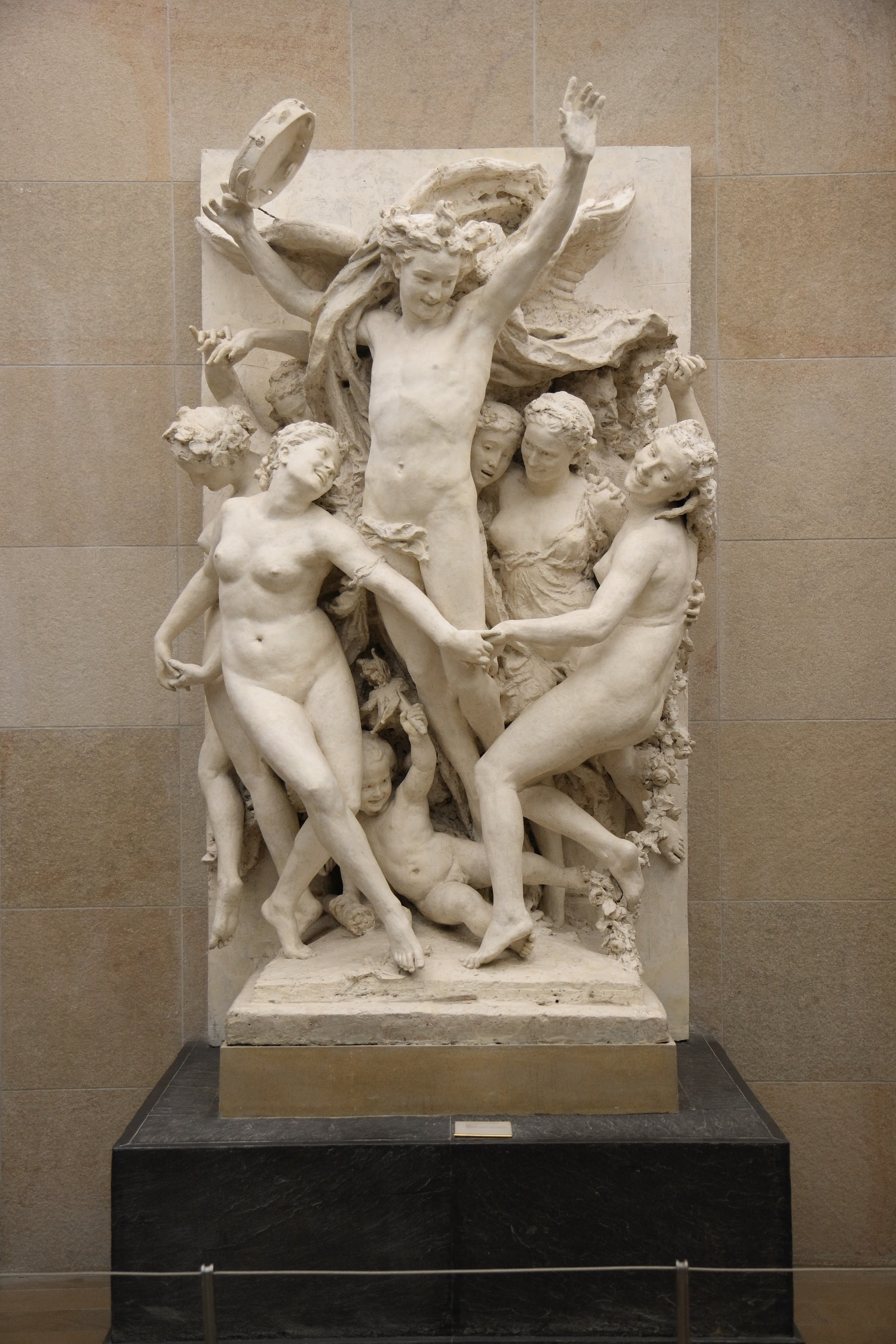
Jean-Baptiste Carpeaux, La dansa, 1869, grupo de piedra.

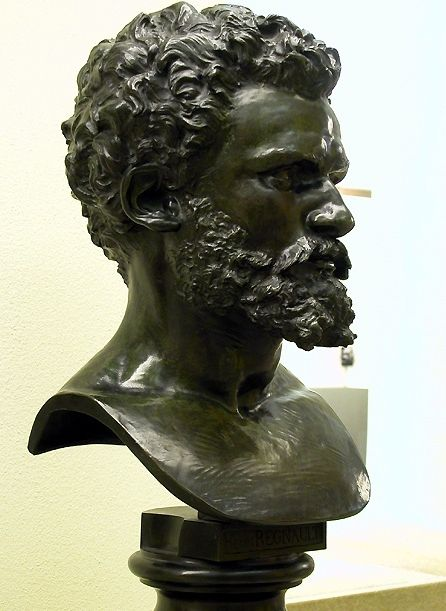
Louis-Ernest Barrias, busto de Henri Regnault, 1871.

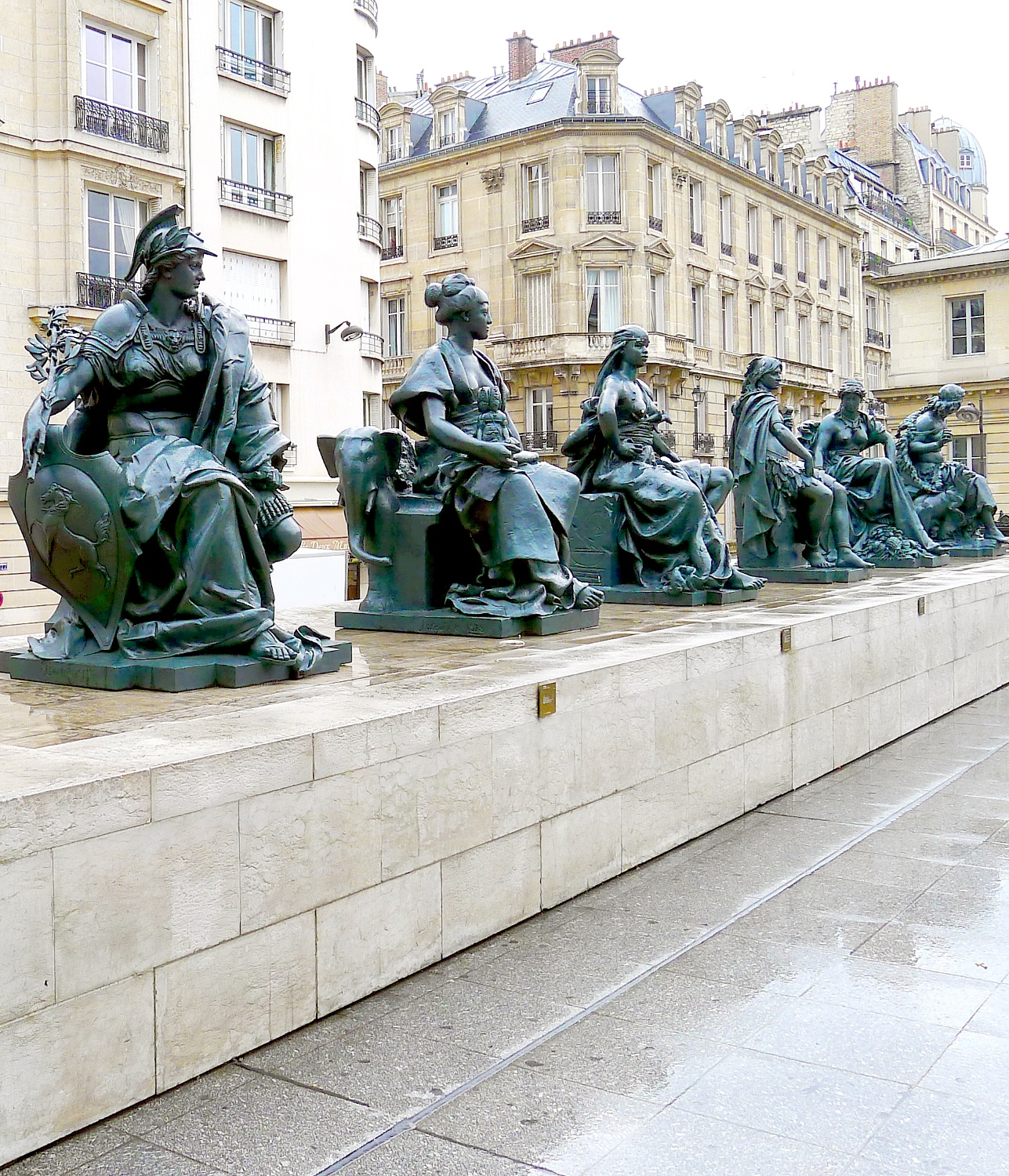
Los seis continentes, 1878, plaza del museo.

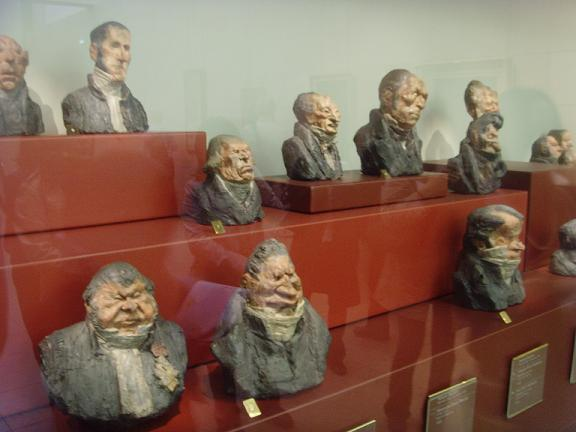
Honoré Daumier, bustos de las Celebridades del Justo Medio, hacia 1832.

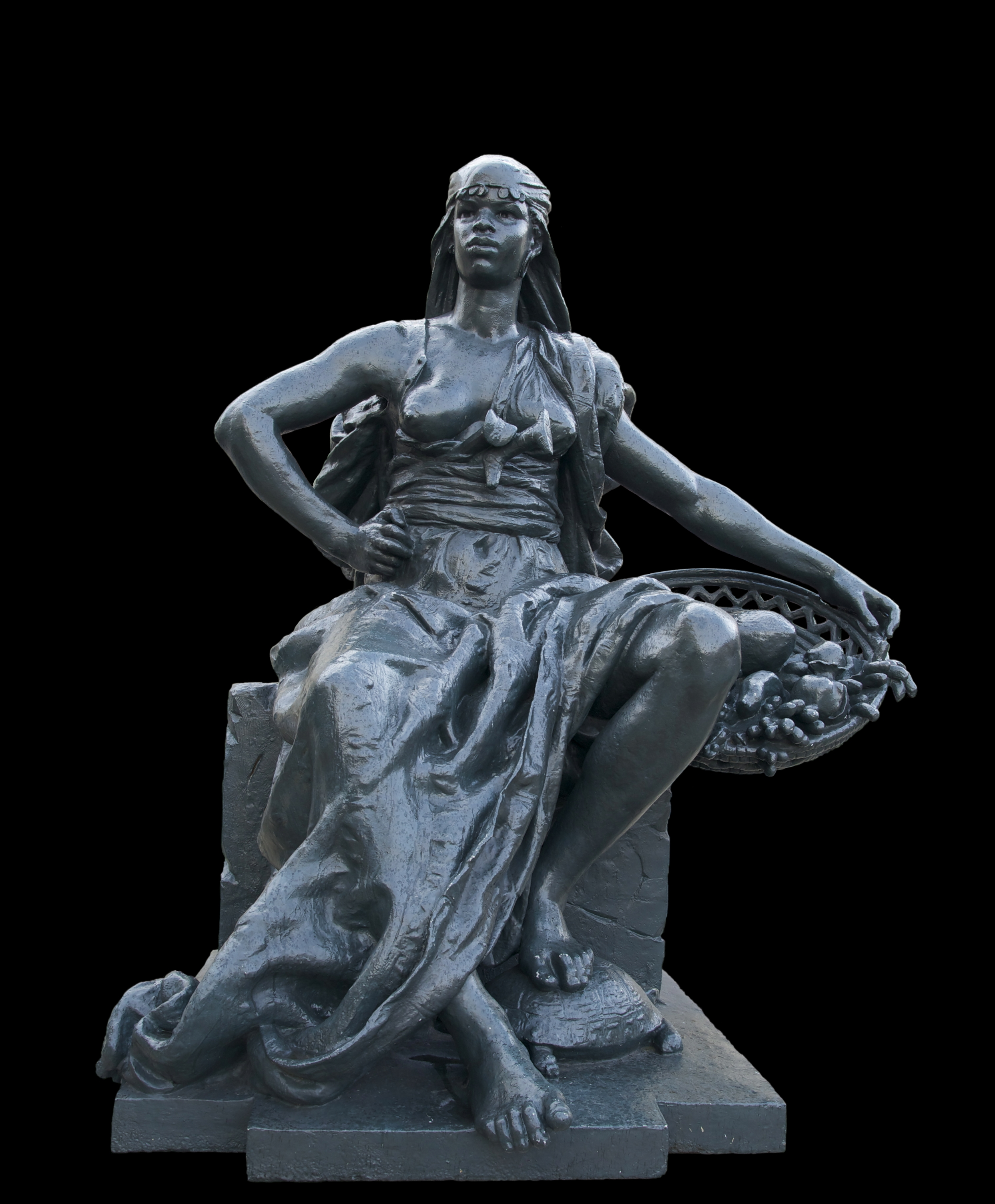

### Neoclasicismo
- Eugène Guillaume (Montbard, 1822-Rome, 1905):
  - El segador, 1849, bronce.
  - Anacreonte, 1849/1851, mármol.
- James Pradier (Genève, 1792-Bougival, 1852)
  - Safo, 1852, mármol.
- Jean-Jules Salmson, (París, 1823-Coupvray, 1902)
  - La devanadora, 1863, bronce.
- Gabriel-Jules Thomas (París, 1824-1905)
  - Virgilio, 1861, mármol.

### Romanticismo
- Pierre-Jean David d'Angers (Angers, 1788-París, 1856)
  - Goethe, 1829-1831, yeso.
- François Rude (Dijon, 1784-París, 1855)
  - Napoleón despertando a la inmortalidad, 1845, yeso.
- Auguste Préault (París, 1809-1879)
  - Ofelia, 1842, bronce.

### Eclecticismo del Segundo Imperio
- Jean-Baptiste Carpeaux (Valenciennes, 1827-Courbevoie, 1875), 117 esculturas entre las cuales:
  - Ugolino y sus hijos, 1860, bronce.
  - La princesa Matilda, 1862, mármol.
  - Le príncipe imperial y su perro Néro, 1865, mármol
  - Las cuatro partes del mundo sosteniendo la esfera celeste, 1868-1872, yeso gomme laqué.
  - La dansa, 1869, grupo de piedra de Echaillon déposé de la Ópera Garnier.
- Charles Cordier (Cambrai, 1827-Argel, 1905)
  - Negro del Sudán, 1857, ónix, bronce y pórfido.
  - Capresse des colonies, 1861, ónix, bronce y mármol rose.
- Paul Dubois (Nogent-sur-Seine, 1829-París, 1905)
  - Cantante florentino, 1865, bronce plateado.
- Albert-Ernest Carrier-Belleuse (Anisy-le-Château, 1824-Sèvres, 1887)
  - Hébé dormida, 1869, grupo de mármol.
- Auguste Clésinger (Besançon, 1814-París, 1883)
  - Mujer mordida por una serpiente, 1847, mármol.
- Jean-Joseph Perraud (Monay, 1819-París, 1876)
  - La desesperación, 1869, mármol.
- Alexandre Falguière (Toulouse, 1831-París, 1900)
  - Ganador en la pelea de gallos, 1864, bronce.
  - Tarcisius, mártir cristiano, 1868, mármol.
  - Asia de la serie de los seis continentes, 1878, fundición, plaza del museo
- Antonin Mercié (Toulouse, 1845-París, 1916)
  - David, 1871, bronce
- Hippolyte Moulin (París, 1832-Charenton, 1884)
  - Une trouvaille à Pompéi, 1863, bronce
- Jean-Baptiste Baujault (La Crèche près de Breloux, 1828-1899)
  - Jeune Gaulois ou Au Gui l’an neuf, 1870-1875, mármol, gui y serpe de bronce disparus
- Alexandre Schoenewerk (París, 1820-1885)
  - La joven Tarentine, 1871, mármol
  - Europa de la serie de los seis continentes, 1878, fundición, plaza del museo
- Eugène Delaplanche (Belleville, 1839-París, 1891)
  - Eva antes del pecado, 1869, mármol
  - África de la serie de los seis continentes, 1878, fundición, plaza del museo
- Augustin-Jean Moreau-Vauthier (París, 1831-1893)
  - Bacante acostada, 1892, mármol

### Eclecticismo de la Tercera República
- Jean-Paul Aubé (Longwy, 1837-Cap Breton, 1916)
  - Monumento a Léon Gambetta, maquette de yeso
- Frédéric Auguste Bartholdi (Colmar, 1834-París, 1904)
  - Estatua de la Libertad, 1889, bronce
  - León de Belfort, 1900, bajorrelieve de bronce
- René de Saint-Marceaux (Reims, 1845-París, 1915)
  - Génie gardant le secret de la tombe, 1879, mármol
- Jean-Baptiste Hugues (Marseille, 1849-París, 1930)
  - La Muse de la source, 1900, fundición, mármol, bronce
  - Œdipe à Colone, 1885.
  - Busto de Mlle Rateau, yeso patiné
  - La Vigne, terre-cuite
- Emmanuel Fremiet (París, 1824-1910)
  - Saint-Michel terrassant le dragon, 1897, agrandissement en cuivre martelé
  - Jeune éléphant pris au piège, 1878, fundición, plaza del museo
- Louis-Ernest Barrias (París, 1841-1905)
  - Busto de Georges Clairin, peintre, 1875, tierra cocida
  - Les nubiens (Les chasseurs d'alligators), 1894, altorrelieve de yeso
  - La Nature se dévoilant à la Science, 1899, mármol, ónix, granito, malaquita, lapis-lazuli.
- Théophile Barrau (Carcassonne, 1848-París, 1913)
  - Suzanne, 1895, mármol
- Jules Coutan (París, 1848-1939)
  - Les Chasseurs d’aigles, 1900, yeso
- Jean-Léon Gérôme (Vesoul, 1824-París, 1904)
  - Busto de Sarah Bernhardt, mármol teinté
- Denys Puech (Gavernac, 1854-Rodez, 1942)
  - La aurora, mármol blanco y rosado.
- Alexandre Falguière (Toulouse, 1831-París, 1900)
  - Bailarina, Cléo de Mérode, yeso moldeado al natural

### Realismo
- Honoré Daumier (Marseille, 1808-Valmondois, 1879)
  - Celebridades del Juste Milieu, hacia 1832, 36 bustos caricaturescos de colores
  - Ratapoil, hacia 1851, bronce
- Jules Dalou (París, 1838-1902)
  - Le Forgeron, 1886, estudio, yeso patiné
  - La République, 1879, esquisse en tierra cocida
  - El gran campesino, 1897-1902, bronce
- Constantin Meunier (Etterbeeck, 1831-Ixelles, 1905)
  - La industria, 1892-1896, relieve de bronce
  - La Moisson, 1895, relieve de bronce
  - Le Débardeur, 1905, bronce
- Henri Bouchard (Dijon, 1875-París, 1960)
- Bernhard Hoetger (Hörde, 1874-Beatenburg, 1949)
  - La máquina humana, 1902, bronce

### Impresionismo y Auguste Rodin

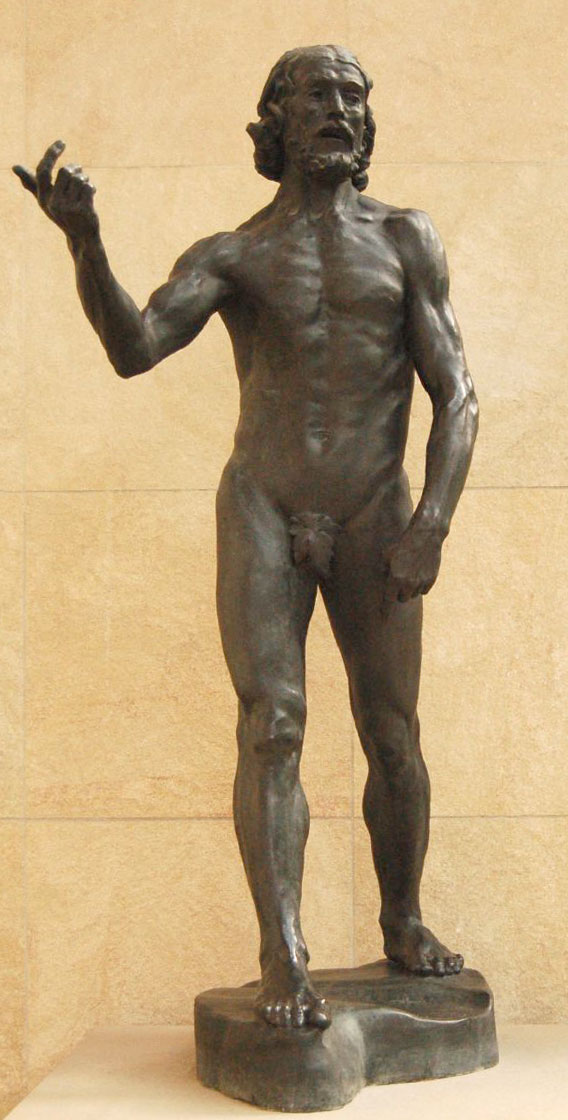
Rodin, San Juan Bautista.

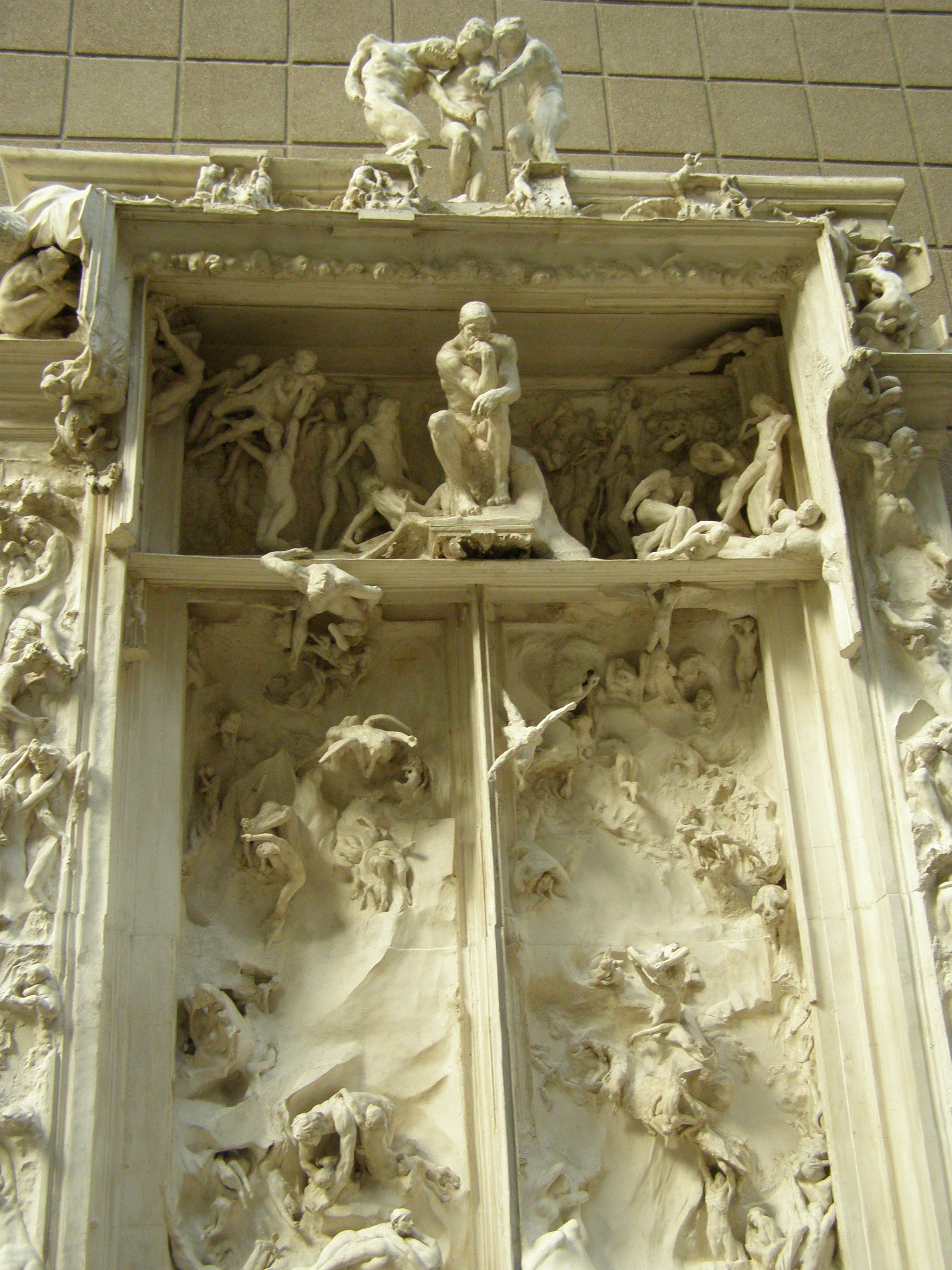
Rodin, La puerta del Infierno, 1880-1917, yeso

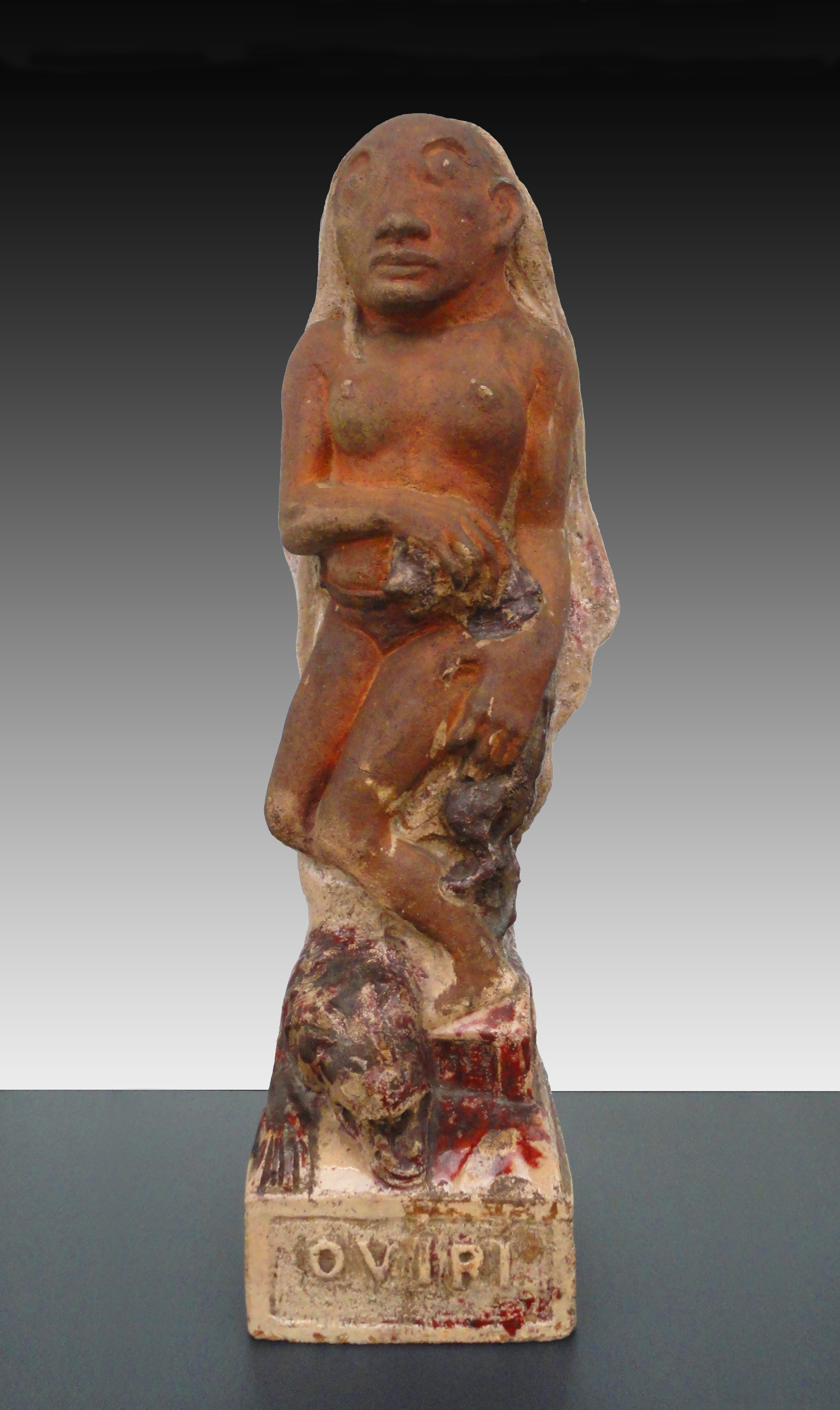
Paul Gauguin, Oviri, 1894

- Edgar Degas (París, 1834-1917), 76 esculturas entre las cuales:
  - La Petite Danseuse de quatorze ans, 1921-1931 según el original de 1881, bronce, tulle, satin
  - Danseuse regardant la plante de son pied droit, 1921-1931, bronce
  - Danseuse, grande arabesque, troisième temps, 1921-1931, bronce
  - Femme assise dans un fauteuil s'essuyant l'aisselle gauche, 1921-1931, bronce
  - Jockey, 1921-1931, bronce
  - Recolección de manzanas, 1921-1931, bajorrelieve de bronce
  - Le tub, 1921-1931, bronce
- Auguste Renoir (Limoges, 1841-Cagnes-sur-Mer, 1919) y Richard Guino (Gérone, 1890-Antony, 1973)
  - La señora Renoir, 1916, mortier policromado
  - Jugement de Pâris, 1914, yeso
  - Agua, 1916, bronce
  - Fuego, après 1916, bronce
- Auguste Rodin (París, 1840-Meudon, 1917), 26 esculturas entre las cuales:
  - Busto de Madame Vicuna, 1917, bronce
  - Busto de Jules Dalou, 1917, bronce
  - L'Âge d'airain, 1877, bronce
  - Busto de Jean-Paul Laurens, 1917, bronce
  - El pensamiento (retrato de Camille Claudel), 1886-1889, mármol
  - Fugit amor, circa 1881, pequeño grupo de bronce
  - Monumento a Balzac, 1898, modelo de yeso
  - San Juan Bautista, 1878, bronce
  - El hombre que camina, 1905, bronce
  - La puerta del Infierno, 1880-1917, altorrelieve de yeso
- Camille Claudel (Fère-en-Tardenois, 1864-Avignon, 1943)
  - Sakuntala, 1886, terracota
  - La edad madura, hacia 1902, bronce
  - Torse de Clotho, hacia 1893, yeso
- Medardo Rosso (Turín 1858-Milán, 1928)
  - Aetas Aurea, 1886, bronce
  - Ecce puer, 1906, bronce

### Primitivismo
- Paul Gauguin (París, 1848-Atuana, Islas Marquesas), 30 esculturas y objetos artísticos entre los cuales:
  - Sean misteriosas, 1890, madera de tilleul policromada
  - Máscara de Tehura, 1891-1893, madera de pua policromada
  - Ídolo con concha, 1892-1893, madera de fer, nácar y hueso
  - Ídolo con perla, 1892-1893, madera peint y doré, perle, cadenilla de oro
  - Oviri (Sauvage), 1894, grès partiellement émaillé
  - Maison du jouir, 1901, cinco relieves de madera pintada de sequoia gigantéa.
- Georges Lacombe (Versailles, 1868-Saint-Nicolas des madera, 1916)
  - La existencia, 1894-1896, madera de noyer
  - Iris, 1893-1894, acajú policromado

### Simbolismo
- Albert Bartholomé (Thiverval, 1848-París, 1928)
  - Niña llorando, 1894, bronce.
- Marie Bashkirtseff (Gawronzi, 1860-París, 1884)
  - El dolor de Nausicaa, 1884, bronce.
- Boleslas Biegas (Koziczyn, 1877-París, 1954)
  - La esfinge, 1902, relieve de yeso.
- Leonardo Bistolfi (Casale Monferrato, 1859-Turin, 1933)
  - La cuna, 1906, yeso.
- Arnold Böcklin (Bâle, 1827-San Domenico, 1901)
  - Escudo con el rostro de Medusa, 1897, papier mâché peint.
- Rupert Carabin (Saverne, 1862-Strasbourg, 1932)
  - La leyenda savernesa, 1914, madera de poirier.
- Jean Carriès (Lyon, 1855-París, 1894)
  - Obispo, 1883-1889, bronce.
- Alexandre Charpentier (París, 1856- Neuilly, 1909)
- Louis Welden Hawkins (Esslingen am Neckar, Bade-Wurtemberg, 1849-París, 1910)
  - Mascara (1893), máscara de bronce.
- Jean Dampt (Venarey, 1853-1946)
  - Hacia el ideal mediante el sufrimiento, 1900-1906, mármol rosé de Comblanchien.
- Paul Dardé (Olmet, 1888-Lodève, 1963)
  - El dolor eterno, 1913, gypse.
- Alfred Drury (Londres, 1859-Wimbledon, 1944)
  - El espíritu de la noche, 1898-1905, bronce.
- Max Klinger (Leipzig, 1857-Grossjena, 1920)
  - Casandra, 1886-1900, bronce.
- Maurice Maignan (Beaumont-sur-Sarthe, 1845-Saint-Prix, 1908)
  - Un gueux, 1897, statuette assise, bronce.
- Pierre-Félix Masseau, (Lyon, 1869-París, 1937)
  - El secreto, 1894, acajú policromado y marfil.
- Franz Metzner (Wscherau, 1870-Berlin, 1919) 
  - Le peso de la tristeza, hacia 1912, yeso patinado noir
- Carl Milles (Lagga, 1875-Lidingö, 1955)
  - Muchacha joven un gato, hacia 1900, bronce.
  - Mendicidad, bronce.
- George Minne (Gand, 1866-Laethem-Saint-Martin, 1941)
  - La arrodillada en la fuente, 1898, bronce
  - Porteur d'outre, 1897, bronce.
- Pierre Roche (París, 1855-1922)
  - El hada Morgana, 1904, bronce, plomo y mármol.
- Augustus Saint-Gaudens (Dublín, 1848-Cornish, 1907)
  - Amor caritas, 1885-1898, bronce.
- Franz von Stuck (Tettenweis, 1863-Múnich, 1928)
  - Ludwig van Beethoven, 1900, yeso policromado
- Ville Vallgren (Porvoo, 1855-Helsinki, 1940)
  - El dolor, hacia 1893, calcaire oolithique policromado.
  - Mendiante et son enfant ou Misère, 1892, bronce.
  - Cristo, circa 1889, yeso patiné.

### Escultura de animales

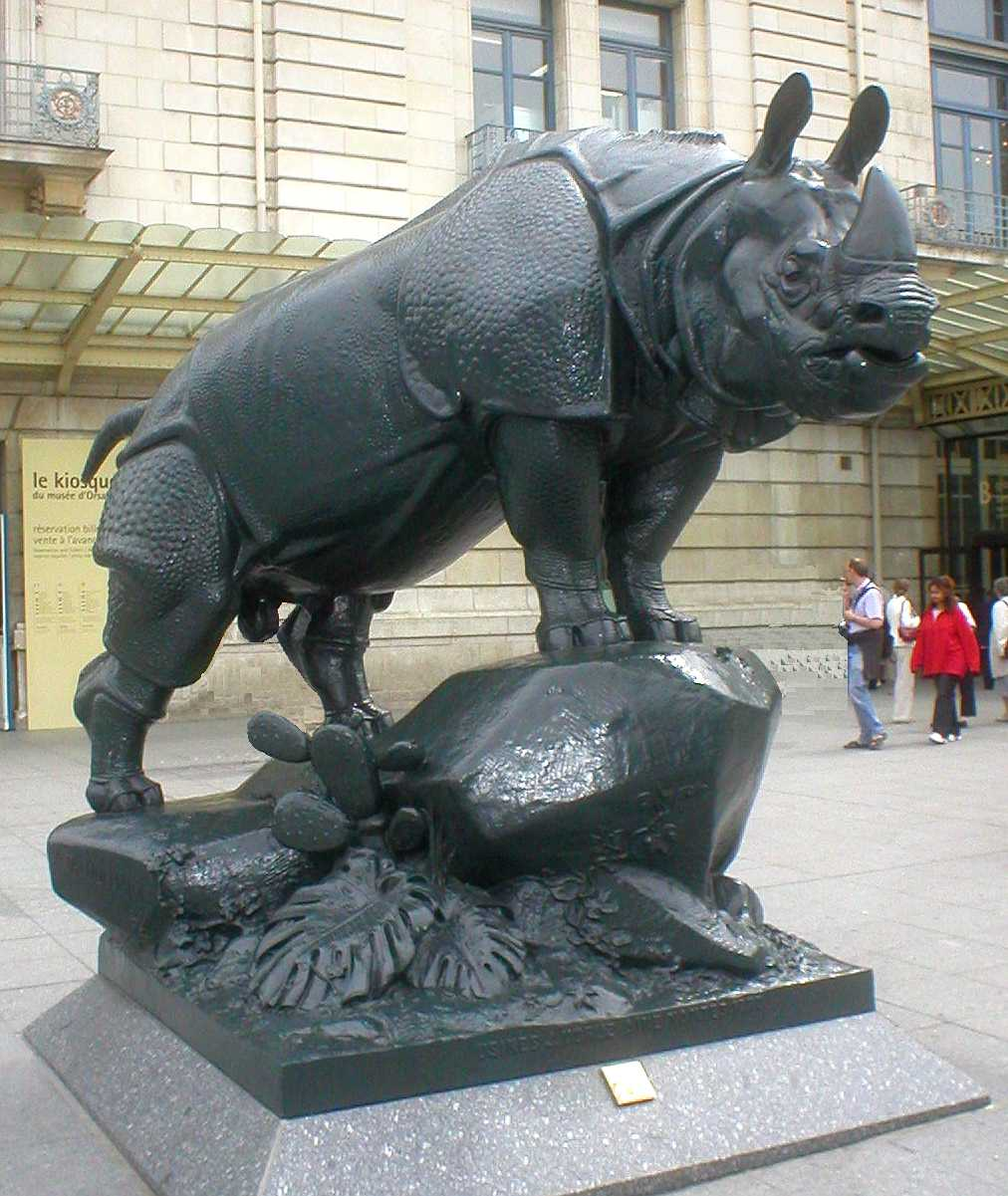
Henri-Alfred Jacquemart, Rinoceronte, 1878, plaza del museo

- Antoine-Louis Barye (París, 1795-1855), 34 esculturas entre las cuales:
  - León con la pata levantada sobre una serpiente, 1832, bronce
  - Dos osos peleando, 1833, bronce
  - Guerrero tártaro a caballo, 1845, bronce
  - León sentado, 1847, yeso gomme-laqué
  - El orden, 1854-1855, yeso, madera
  - La guerra, 1855, yeso, madera
- Alfred Barye (Paris, 1839-1882)
- Émile-Coriolan Guillemin (Paris, 1841-1907)
  - Junon, 1867, bas-relief en bronze d'un bas d'armoire de Charles-Guillaume Diehl
- Henri-Alfred Jacquemart (París, 1824-1896) 
  - Rinoceronte, 1878, fundición, plaza del museo
- Rembrandt Bugatti, (Milán, 1884-París, 1916), 61 esculturas entre las cuales:
  - Pantera caminando, hacia 1904, yeso
  - Elefante blanco, 1907, bronce
  - Jirafas, 1907, yeso
  - León de Nubie, hacia 1911, yeso
  - Dos llamas, 1911, bronce

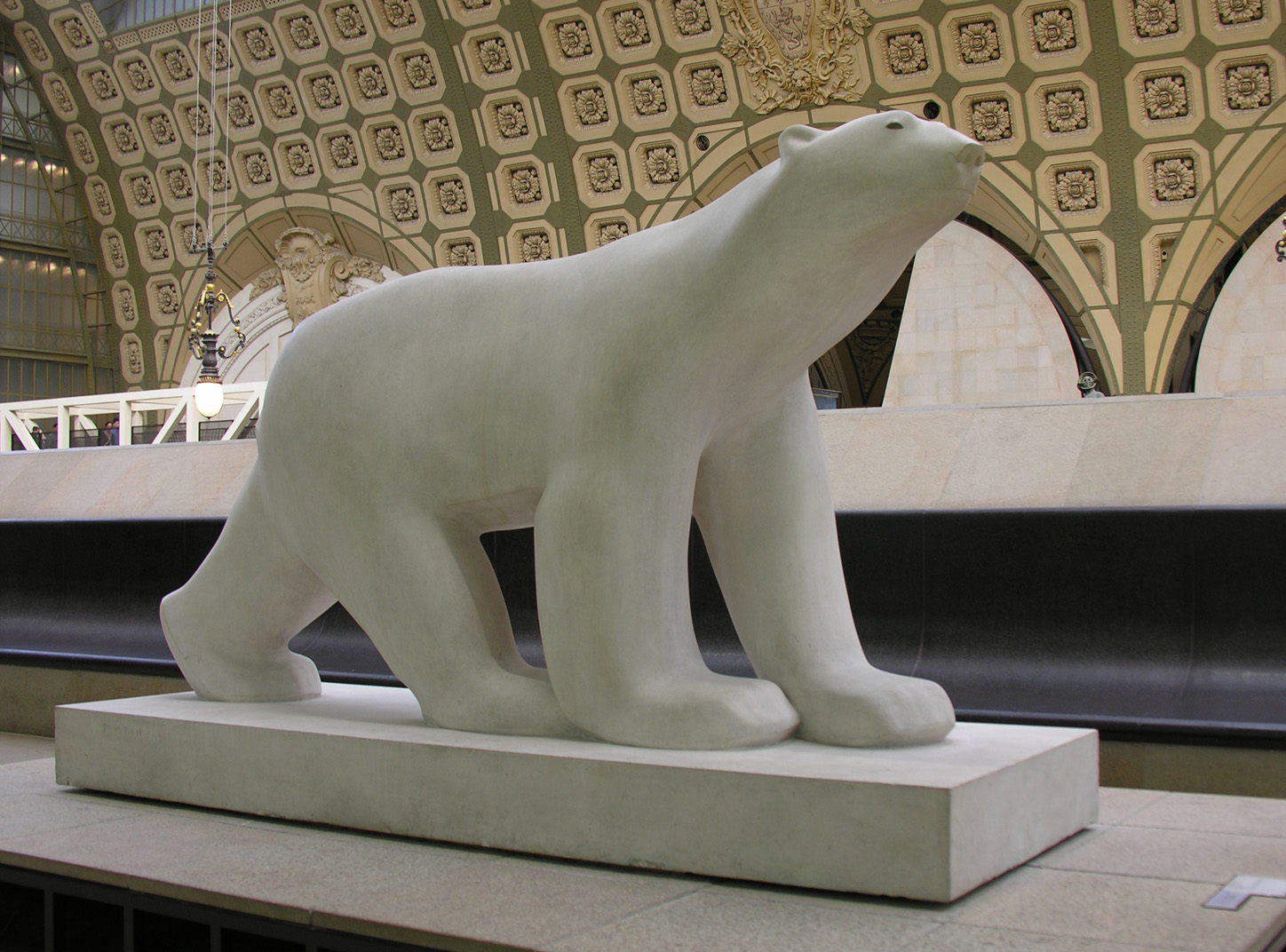
Oso blanco de François Pompon

- François Pompon, (Saulieu, 1855-París, 1933), 131 esculturas entre las cuales: 
  - Oso blanco, 1921, yeso
  - Oso blanco, 1925, piedra de Lens
  - Hipopótamo, 1918-1931, bronce
  - Gruya gris, 1920, bronce
  - Chouette, 1923, bronce
  - Gran ciervo, 1929, yeso

### El regreso al estilo

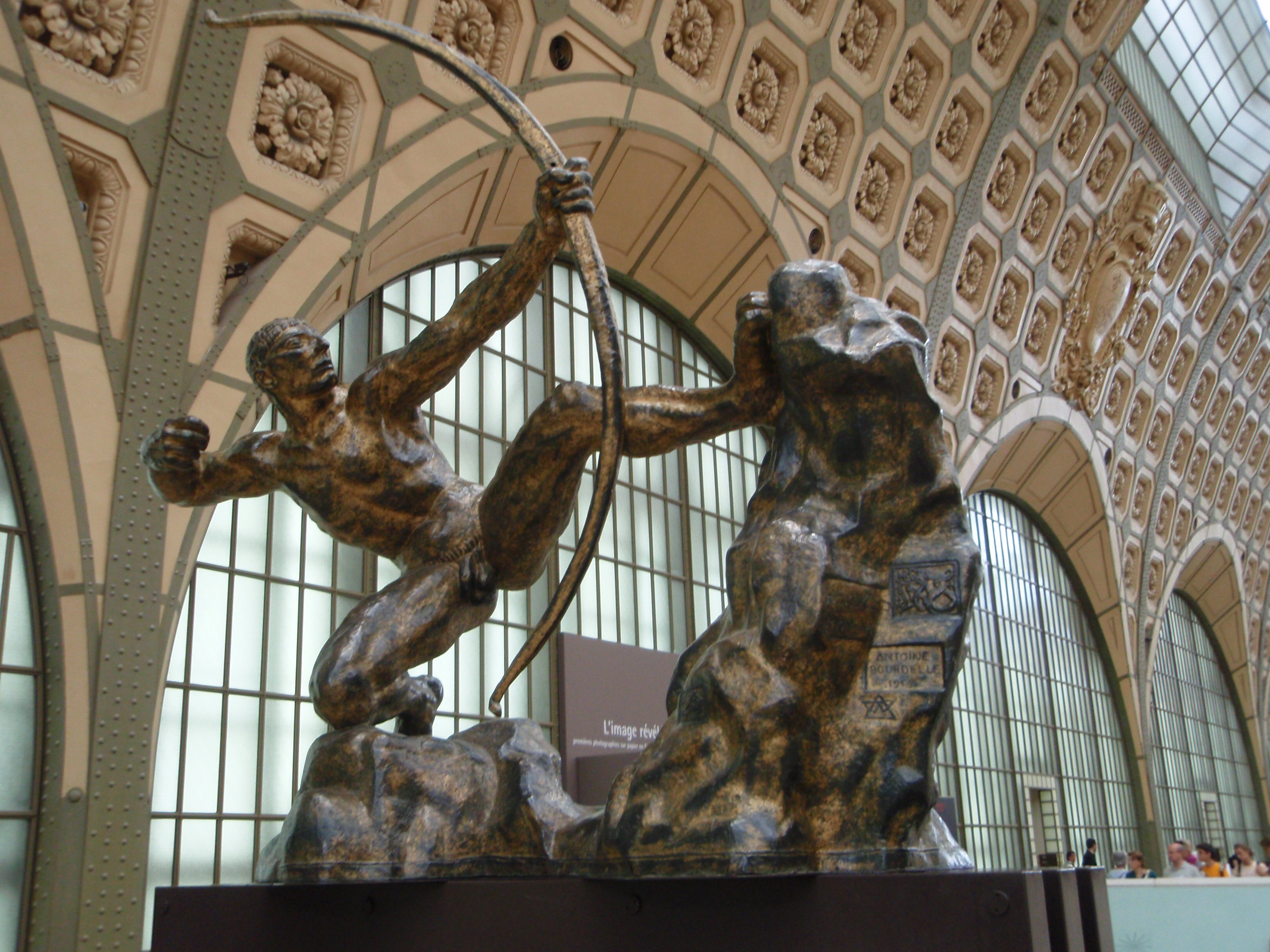
Antoine Bourdelle, Heracles arquero.

- Antoine Bourdelle (Montauban, 1861-Le Vésinet, 1929)
  -  Apolo, 1909, bronce dorado
  -  Penélope, (1907-1926), bronce
  -  La fuerza de la voluntad, (1914-1915), bronce, plaza del museo
  -  La victoria, (1914-1915), bronce, plaza del museo
  -  Heracles arquero, 1909, bronce, según la segunda versión de 1923, fundida por Eugène Rudier en 1924.
  - Busto de Gustave Eiffel
  -  Bañista sobre una roca, bronce
  -  La ofrenda, bronce
- Albert Bartholomé (Thiverval, 1848-París, 1928)
  -  Busto de Federico Zandomenighi, pintura, 1890, yeso
- Joseph Bernard (Vienne, 1866-Boulogne-Billancourt, 1931)
  -  Porteuse d’eau, 1912, bronce
  -  La dansa, 1911-1913, relieve en mármol
- Aristide Maillol (Banyuls-sur-Mer, 1861-1944)
  -  Mediterráneo o el pensamiento, 1905-1927, mármol
  -  Île-de-France, 1925-1933, plaza del museo
  -  Bañista con los brazo levantados, 1900, bronce
  -  El deseo, 1905-1907, relieve en plomo

### Arquitectura
Incluye obras y maquetas de Charles Garnier y Richard Peduzzi.

### Artes decorativas
Destacan las salas con obras de los movimientos Art Nouveau y Arts & Crafts.

### Fotografía
Incluye obras de Nadar, Regnault, Nègre, Aubry, Emerson, Le Gray, Shaw, Baldus, Lewis Carroll e instantáneas de Degas, Rivière, Zola o Bonnard.

## Dirección
El Museo de Orsay se encuentra en el número 62 de la rue de Lille-Varenne 75343 en París.